# Werelderfgoedlijst
De Werelderfgoedlijst is een lijst met werelderfgoed samengesteld door het Werelderfgoedcomité bij de UNESCO op voordracht van de aangesloten landen. De Overeenkomst voor het Werelderfgoed is door 191 van de 197 landen geratificeerd. Het Cultuurgoederenverdrag (Den Haag, 1954) lag aan de basis van UNESCO en de taken omtrent cultureel erfgoed en beschrijft de verantwoordelijkheden van UNESCO en de verdragsstaten ten aanzien van culturele objecten. 
Doorheen de tijd zijn 1248 werelderfgoedsites erkend, verspreid over 170 landen. Hiervan zijn 972 cultuurerfgoedsites (C), 235 natuurerfgoedsites (N) en 41 gemengde erfgoedsites, die een combinatie van beide zijn (C/N). Er staan 56 werelderfgoederen op de lijst van bedreigd werelderfgoed, omdat ze als werelderfgoed gevaar lopen om in hun waarde aangetast te worden door bijvoorbeeld bebouwing, ontbossing, illegale activiteiten of oorlog. Drie van de 1248 inschrijvingen werden zelfs definitief geschrapt van de lijst nadat de waarde onherstelbaar was aangetast. De grensoverschrijdende of transnationale werelderfgoedersites zijn gestegen tot 49 erkenningen. 
Sinds de 47e sessie van de Commissie voor het Werelderfgoed (2025) omvat het momenteel nog erkende werelderfgoed 1248 sites verspreid over 170 landen, 972 cultuursites, 235 natuursites en 41 gemengde sites.
Naast de onroerende werelderfgoederen heeft de UNESCO ook documenten en archieven aangemerkt als cultuurerfgoed. Deze staan op de werelderfgoedlijst voor documenten. Het immateriële werelderfgoed is door de UNESCO opgenomen in een aparte representatieve lijst van het immaterieel cultureel erfgoed van de mensheid.

## Geografische spreiding
Binnen UNESCO en de Commissie voor het Werelderfgoed is er een groeiende aandacht voor dat de sites en patrimonia niet alleen dienen te voldoen aan de eisen en criteria die aan het werelderfgoed gesteld worden, maar dat er ook een zekere evenredigheid zou moeten bestaan tussen de verschillende wereldregio's en tussen het natuur- en cultuurerfgoed. Er heerst enig ongenoegen over het overwicht aan sites in Europa. De vijf landen met de meeste erfgoedsites zijn Italië (62), China (59), Duitsland (55), Frankrijk (54) en Spanje (50). Nederland, inclusief Curaçao, telt 13 werelderfgoederen. België telt er 16.
In onderstaande tabel worden alle ooit erkende erfgoedsites naast een verdeling tussen natuur-, cultuur- en gemengde sites ook opgedeeld per regio.
De commissie hanteert bij de geografische locatie vijf regio's. "Europa en Noord-Amerika" slaat op Europa, Rusland, Turkije, de landen in de Kaukasus, Israël, de Verenigde Staten en Canada. "Latijns-Amerika en de Caraïben" omvat naast Latijns-Amerika en de Caraïben eveneens Belize, Guyana, Suriname en Frans-Guyana. "Azië en de Grote Oceaan" omvat in Azië niet Rusland, wel ook Australië en Oceanië. Met de regio "Afrika" wordt Sub-Saharisch Afrika aangeduid. Noord-Afrika en het Midden-Oosten worden aangeduid met de regio "Arabische Staten".

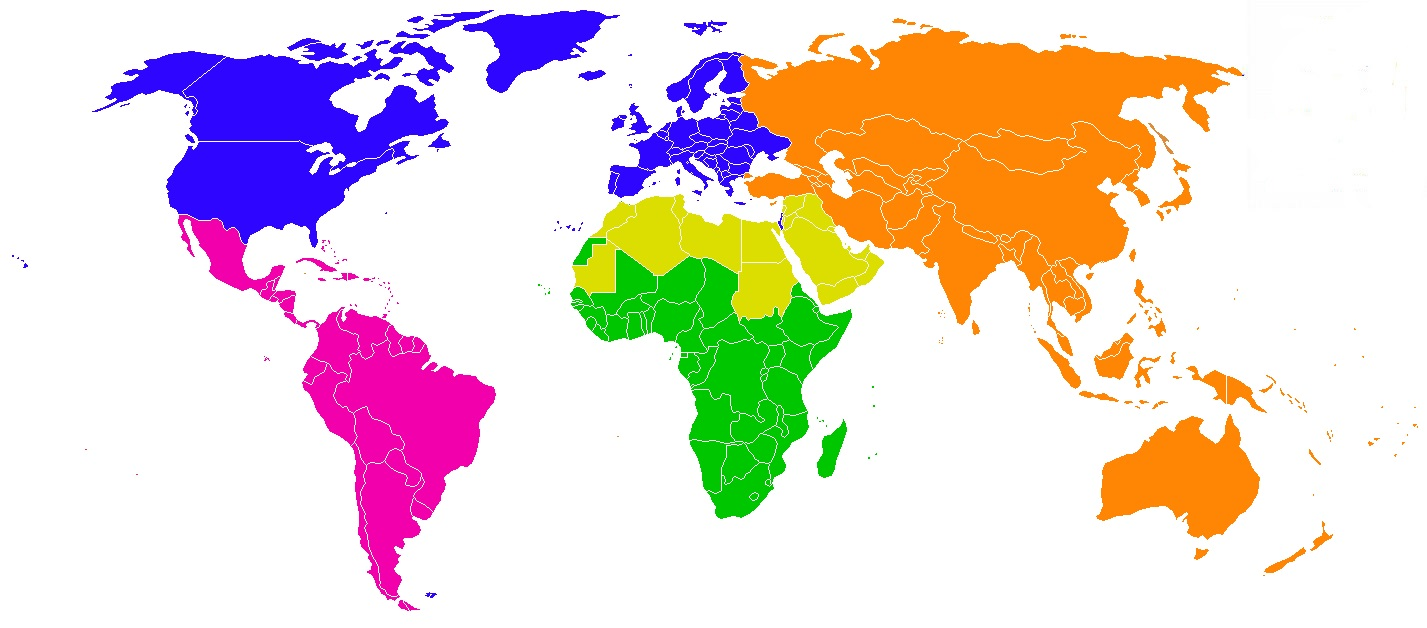
De 5 geografische zones gedefinieerd door UNESCO:
Afrika
Arabische Staten
Azië en de Grote Oceaan
Europa en Noord-Amerika
Latijns-Amerika en de Caraïben

|                             | Cultureel | Natuur | Gemengd | Totaal | Percentage | Aantal landen |
| --------------------------- | --------- | ------ | ------- | ------ | ---------- | ------------- |
| Afrika                      | 61        | 42     | 5       | 108    | 8,83%      | 35            |
| Arabische Staten            | 87        | 6      | 3       | 96     | 7,85%      | 18            |
| Azië en de Grote Oceaan     | 211       | 73     | 12      | 296    | 24,2%      | 36            |
| Europa en Noord-Amerika     | 490       | 71     | 12      | 573    | 46,85%     | 50            |
| Latijns-Amerika en Caraïben | 103       | 39     | 8       | 150    | 12,26%     | 28            |
| Totaal                      | 952       | 231    | 40      | 1223   | 100%       | 168           |
| Percentage                  | 77,84%    | 18,89% | 3,27%   | 100%   |            |               |

## Lijsten van Werelderfgoederen per land
- Afghanistan – Albanië – Algerije – Andorra – Angola – Antigua en Barbuda – Argentinië – Armenië – Australië – Azerbeidzjan
- Bahrein – Bangladesh – Barbados – België – Belize – Benin – Bolivia – Bosnië en Herzegovina – Botswana – Brazilië – Bulgarije – Burkina Faso
- Cambodja – Canada – Centraal-Afrikaanse Republiek – Chili – China – Colombia – Congo-Brazzaville – Congo-Kinshasa – Costa Rica – Cuba – Cyprus
- Denemarken – Dominica – Dominicaanse Republiek – Duitsland
- Ecuador – Egypte – El Salvador – Eritrea – Estland – Ethiopië
- Fiji – Filipijnen – Finland – Frankrijk
- Gabon – Gambia – Georgië – Ghana – Griekenland – Guatemala – Guinee – Guinee-Bissau
- Haïti – Honduras – Hongarije
- Ierland – IJsland – India – Indonesië – Irak – Iran – Israël – Italië – Ivoorkust
- Jamaica – Japan – Jemen – Jeruzalem – Jordanië
- Kaapverdië – Kameroen – Kazachstan – Kenia – Kirgizië – Kiribati – Kroatië
- Laos – Lesotho – Letland – Libanon – Libië – Litouwen – Luxemburg
- Madagaskar – Malawi – Maleisië – Mali – Malta – Marokko – Marshalleilanden – Mauritanië – Mauritius – Mexico – Micronesia – Moldavië – Mongolië – Montenegro – Mozambique – Myanmar
- Namibië – Nederland – Nepal – Nicaragua – Nieuw-Zeeland – Niger – Nigeria – Noord-Korea – Noord-Macedonië – Noorwegen
- Oeganda – Oekraïne – Oezbekistan – Oman – Oostenrijk
- Pakistan – Palau – Palestina – Panama – Papoea-Nieuw-Guinea – Paraguay – Peru – Polen – Portugal
- Qatar
- Roemenië – Rusland – Rwanda
- Salomonseilanden – Saint Kitts en Nevis – Saint Lucia – San Marino – Saoedi-Arabië – Senegal – Servië – Seychellen – Sierra Leone – Singapore – Slovenië – Slowakije – Soedan – Spanje – Sri Lanka – Suriname – Syrië
- Tadzjikistan – Tanzania – Thailand – Togo – Tsjaad – Tsjechië – Tunesië – Turkije – Turkmenistan
- Uruguay
- Vanuatu – Vaticaanstad – Venezuela – Verenigde Arabische Emiraten – Verenigd Koninkrijk – Verenigde Staten van Amerika – Vietnam
- Wit-Rusland
- Zambia – Zimbabwe – Zuid-Afrika – Zuid-Korea – Zweden – Zwitserland

C = Cultuurerfgoed, N = Natuurerfgoed, C/N = Gemengd erfgoed, Rood = Bedreigd werelderfgoed

### Afghanistan
| 2002 | C | Minaret en archeologische overblijfselen van Jam                       |
| 2003 | C | Cultuurlandschap en archeologische overblijfselen van de Bamiyanvallei |

### Albanië
| 1979 | C/N | Natuurlijk en cultureel erfgoed van de regio Ohrid (gedeeltelijk in Noord-Macedonië) (uitgebreid in 1980 en naar Albanië in 2019) |
| 1992 | C   | Butrint (uitgebreid in 1999 en 2007)                                                                                              |
| 2005 | C   | Historische centra van Berat en Gjirokastër (uitgebreid in 2008)                                                                  |
| 2007 | N   | Oude en voorhistorische beukenbossen van de Karpaten en andere regio's van Europa                                                 |

### Algerije
| 1980 | C   | Al Qal'a van Beni Hammad |
| 1982 | C/N | Tassili n'Ajjer          |
| 1982 | C   | M'Zabvallei              |
| 1982 | C   | Djémila                  |
| 1982 | C   | Tipaza                   |
| 1982 | C   | Timgad                   |
| 1992 | C   | Kasba van Algiers        |

### Andorra
| 2004 | C | Madriu-Perafita-Clarorvallei (uitgebreid in 2006) |

### Angola
| 2017 | C | M'banza-Kongo, overblijfselen van de hoofdstad van het voormalige Koninkrijk Kongo |

### Antigua en Barbuda
| 2016 | C | Scheepswerf van Antigua en verwante archeologische sites |

### Argentinië
| 1981 | N | Nationaal park Los Glaciares |
| 1983 | C | Jezuïetenmissies van de Guaraní: San Ignacio Mini, Santa Ana, Nuestra Señora de Loreto, Santa Maria Mayor (Argentinië), ruïnes van São Miguel das Missões (Brazilië) (gedeeltelijk in Brazilië) (uitgebreid naar Brazilië in 1984) |
| 1984 | N | Nationaal park Iguazú |
| 1999 | C | Cueva de las Manos, Río Pinturas |
| 1999 | N | Schiereiland Valdés |
| 2000 | N | Natuurparken Ischigualasto en Talampaya |
| 2000 | C | Jezuïetenkwartier en Estancias van Córdoba |
| 2003 | C | Quebrada de Humahuaca |
| 2014 | C | Qhapac Ñan, wegennetwerk van de Andes (in Argentinië, Bolivia, Chili, Colombia, Ecuador, Peru) |
| 2016 | C | Het architecturaal werk van Le Corbusier, een buitengewone bijdrage aan de Moderne Beweging (in Argentinië, België, Duitsland, Frankrijk, India, Japan en Zwitserland)                                                             |
| 2017 | N | Nationaal park Los Alerces |
| 2023 | C | ESMA museum en herdenkingsplek, voormalig clandestien centrum voor gevangenschap, marteling en uitroeiing |

### Armenië
| 1996 | C | Kloosters van Haghpat en Sanahin (uitgebreid in 2000)          |
| 2000 | C | Klooster van Geghard en de Boven-Azatvallei                    |
| 2000 | C | Kathedraal en kerken van Echmiatsin en archeologisch Zvartnots |

### Australië
| 1981 | N   | Groot Barrièrerif                                                    |
| 1981 | C/N | Nationaal park Kakadu (uitgebreid in 1987 en 1992)                   |
| 1981 | C/N | Willandramerengebied                                                 |
| 1982 | C/N | Tasmaanse wildernis (uitgebreid in 1989)                             |
| 1982 | N   | Lord Howearchipel                                                    |
| 1986 | N   | Gondwanaregenwouden van Australië (uitgebreid in 1994)               |
| 1987 | C/N | Nationaal park Uluṟu-Kata Tjuṯa (uitgebreid in 1994)                 |
| 1988 | N   | Tropisch regenwoud van Queensland                                    |
| 1991 | N   | Shark Bay, West-Australië                                            |
| 1992 | N   | K'gari (Fraser Island)                                               |
| 1994 | N   | Australische plaatsen met zoogdierfossielen (Riversleigh/Naracoorte) |
| 1997 | N   | Heard en McDonaldeilanden                                            |
| 1997 | N   | Macquarie-eiland                                                     |
| 2000 | N   | Greater Blue Mountainsgebied                                         |
| 2003 | N   | Nationaal park Purnululu                                             |
| 2004 | C   | Royal Exhibition Building en Carlton Gardens                         |
| 2007 | C   | Sydney Opera House                                                   |
| 2010 | C   | Australische dwangarbeiderskolonies                                  |
| 2011 | N   | Ningaloo-kust                                                        |
| 2019 | C   | Budj Bimcultuurlandschap                                             |
| 2025 | C   | Cultuurlandschap Murujuga                                            |

### Azerbeidzjan
| 2000 | C | Ommuurde stad Bakoe met Shirvanshahpaleis en Maagdentoren                    |
| 2007 | C | Cultuurlandschap en rotskunst van Gobustan                                   |
| 2019 | C | Historisch centrum van Şəki met het paleis van de Khan                       |
| 2023 | N | Hyrcaanse bossen                                                             |
| 2023 | C | Cultureel landschap van het Khinalig-volk en de “Köç Yolu”-transhumanceroute |

### Bahrein
| 2005 | C | Qal'at al-Bahrein – de oude haven en hoofdstad van Dilmun |
| 2012 | C | Parelvisserij, getuigenis van een eilandeconomie          |
| 2019 | C | Grafheuvels van de Dilmuncultuur                          |

### Bangladesh
| 1985 | C | Historische moskeestad Bagerhat                  |
| 1985 | C | Ruïnes van de boeddhistische Vihara bij Paharpur |
| 1997 | N | Sundarbans                                       |

### Barbados
| 2011 | C | Historisch centrum van Bridgetown en zijn garnizoen |

### België
| 1998 | C | Begijnhoven in Vlaanderen |
| 1998 | C | Scheepsliften op het Centrumkanaal en hun omgeving, La Louvière en Le Rœulx (Henegouwen)                                                                               |
| 1998 | C | Grote Markt van Brussel |
| 1999 | C | Belforten in België en Frankrijk (uitgebreid in 2005) |
| 2000 | C | Historisch centrum van Brugge |
| 2000 | C | Herenhuizen van de architect Victor Horta (Brussel) |
| 2000 | C | Neolithische vuursteenmijnen in Spiennes (Bergen) |
| 2000 | C | Onze-Lieve-Vrouwekathedraal (Doornik) |
| 2005 | C | Museum Plantin-Moretus |
| 2007 | N | Oude en voorhistorische beukenbossen van de Karpaten en andere regio's van Europa (in België: delen van het Zoniënwoud)                                                |
| 2009 | C | Stocletpaleis |
| 2012 | C | Belangrijkste mijnsites van Wallonië |
| 2016 | C | Het architecturaal werk van Le Corbusier, een buitengewone bijdrage aan de Moderne Beweging (in Argentinië, België, Duitsland, Frankrijk, India, Japan en Zwitserland) |
| 2021 | C | Historische kuuroorden van Europa (in België, Frankrijk, Duitsland, Tsjechië, Italië, Oostenrijk, Verenigd Koninkrijk)                                                 |
| 2021 | C | Koloniën van Weldadigheid (in België en Nederland) |
| 2023 | C | Begraafplaatsen en herdenkingssites van de Eerste Wereldoorlog (Westelijk Front) (in België en Frankrijk)                                                              |

### Belize
| 1996 | N | Barrièrerif van Belize |

### Benin
| 1985 | C | Koninklijke paleizen van Abomey (uitgebreid in 2007)                                                      |
| 1996 | N | Complex W-Arly-Pendjari (in Benin, Burkina Faso en Niger) (uitgebreid naar Benin en Burkina Faso in 2017) |

### Bolivia
| 1987 | C | Potosí                                                                                         |
| 1990 | C | Jezuïetenmissies van de Chiquitos                                                              |
| 1991 | C | Historisch centrum van Sucre                                                                   |
| 1998 | C | Fuerte de Samaipata                                                                            |
| 2000 | N | Nationaal park Noel Kempff Mercado                                                             |
| 2000 | C | Tiwanaku: spiritueel en politiek centrum van de Tiwanakucultuur                                |
| 2014 | C | Qhapac Ñan, wegennetwerk van de Andes (in Argentinië, Bolivia, Chili, Colombia, Ecuador, Peru) |

### Bosnië en Herzegovina
| 2005 | C | Oude brug van de historische stad Mostar                                                               |
| 2007 | C | Mehmed Paša Sokolovićbrug in Višegrad                                                                  |
| 2007 | N | Oude en voorhistorische beukenbossen van de Karpaten en andere regio's van Europa                      |
| 2016 | C | Kerkhoven met middeleeuwse stećci-grafstenen (in Bosnië en Herzegovina, Kroatië, Montenegro en Servië) |
| 2024 | N | Vjetrenica grot in Ravno                                                                               |

### Botswana
| 2001 | C | Tsodilo       |
| 2014 | N | Okavangodelta |

### Brazilië
| 1980 | C   | Historisch centrum van Ouro Preto |
| 1982 | C   | Historisch centrum van Olinda |
| 1983 | C   | Jezuïetenmissies van de Guaraní: San Ignacio Mini, Santa Ana, Nuestra Señora de Loreto, Santa Maria Mayor, en de ruïnes van São Miguel das Missões (gedeeltelijk in Argentinië) (uitgebreid naar Brazilië in 1984) |
| 1985 | C   | Historisch centrum van Salvador de Bahia |
| 1985 | C   | Heiligdom van Bom Jesus do Congonhas |
| 1986 | N   | Nationaal park Iguaçu |
| 1987 | C   | Brasilia |
| 1991 | C   | Nationaal park Serra da Capivara |
| 1997 | C   | Historisch centrum van São Luís |
| 1999 | C   | Historisch centrum van Diamantina |
| 1999 | N   | Atlantische woudreservaten aan de Discovery Coast |
| 1999 | N   | Zuidoostelijke Atlantische woudreservaten |
| 2000 | N   | Beschermd natuurgebied van Pantanal |
| 2000 | N   | Beschermd Centraal-Amazone gebied (uitgebreid in 2003) |
| 2001 | N   | Beschermde gebieden van de cerrado: Chapada dos Veadeiros en Emas |
| 2001 | N   | Braziliaanse Atlantische eilanden: Fernando de Noronha en Atol das Rocas |
| 2001 | C   | Historisch centrum van Goiás |
| 2010 | C   | São Franciscoplein in de stad São Cristóvão |
| 2012 | C   | Rio de Janeiro: Cariocalandschappen tussen de bergen en de zee |
| 2016 | C   | Modern ensemble van Pampulha |
| 2017 | C   | Archeologische site van de Valongokaai |
| 2019 | C/N | Paraty en Ilha Grande – cultuur en biodiversiteit |
| 2021 | C   | Sítio Roberto Burle Marx |
| 2024 | N   | Nationaal park Lençóis Maranhenses |

### Bulgarije
| 1979 | C | Boyanakerk in Sofia                                                               |
| 1979 | C | Ruiter van Madara                                                                 |
| 1979 | C | Rotskerken van Ivanovo                                                            |
| 1979 | C | Thracisch graf van Kazanlak                                                       |
| 1983 | C | Oude centrum van Nessebar                                                         |
| 1983 | N | Natuurreservaat Srebarna                                                          |
| 1983 | N | Nationaal park Pirin (uitgebreid in 2010)                                         |
| 1983 | C | Rilaklooster                                                                      |
| 1985 | C | Thracisch graf van Sveshtari                                                      |
| 2007 | N | Oude en voorhistorische beukenbossen van de Karpaten en andere regio's van Europa |

### Burkina Faso
| 1996 | N | Complex W-Arly-Pendjari (in Benin, Burkina Faso en Niger) (uitgebreid naar Benin en Burkina Faso in 2017) |
| 2009 | C | Ruïnes van Loropéni                                                                                       |
| 2019 | C | Oude metallurgische ijzersites van Burkina Faso                                                           |
| 2024 | C | Koninklijk Hof van Tlébélé                                                                                |

### Cambodja
| 1992 | C | Angkor                                                                     |
| 2008 | C | Preah Vihear Tempel                                                        |
| 2017 | C | Tempelzone van Sambor Prei Kuk, archeologische site van het oude Isanapura |
| 2023 | C | Koh Ker, archeologische site van Oud-Lingapura of Chok Gargyar             |
| 2025 | C | Cambodjaanse herdenkingsplekken                                            |

### Canada
| 1978 | C   | L'Anse aux Meadows |
| 1978 | N   | Nationaal park Nahanni |
| 1979 | N   | Provinciaal park Dinosaur |
| 1979 | N   | Kluane / Wrangell-St. Elias / Glacier Bay / Tatshenshini-Alsek (gedeeltelijk in de Verenigde Staten; uitgebreid in 1992 en 1994) |
| 1981 | C   | SGang Gwaay |
| 1981 | C   | Head-Smashed-In Buffalo Jump |
| 1983 | N   | Nationaal park Wood Buffalo |
| 1984 | N   | Parken in de Canadese Rocky Mountains (uitgebreid in 1990)                                                                       |
| 1985 | C   | Historische wijk van Oud-Quebec                                                                                                  |
| 1987 | N   | Nationaal park Gros Morne |
| 1995 | C   | Oude stad Lunenburg |
| 1995 | N   | Waterton Glacier International Peace Park (gedeeltelijk in de Verenigde Staten)                                                  |
| 1999 | N   | Nationaal park Miguasha |
| 2007 | C   | Rideau Canal |
| 2008 | N   | Fossielkliffen van Joggins |
| 2012 | C   | Het landschap van Grand-Pré |
| 2013 | C   | Baskische walvishaven van Red Bay                                                                                                |
| 2016 | N   | Mistaken Point |
| 2018 | C/N | Pimachiowin Aki |
| 2019 | C   | Writing-on-Stone / Áísínai'pi |
| 2023 | N   | Anticosti |
| 2023 | C   | Tr’ondëk-Klondike |

### Centraal-Afrikaanse Republiek
| 1988 | N | Nationaal park Manovo-Gounda St. Floris                |
| 2012 | N | Sangha trinational (gedeeltelijk in Congo en Kameroen) |

### Chili
| 1995 | C | Nationaal park Rapa Nui (Paaseiland)                                                                |
| 2000 | C | Kerken van Chiloé                                                                                   |
| 2003 | C | Historische wijk van de havenstad Valparaíso                                                        |
| 2005 | C | Salpetergroeves Humberstone en Santa Laura                                                          |
| 2006 | C | Mijnstad Sewell                                                                                     |
| 2014 | C | Qhapac Ñan, wegennetwerk van de Andes (in Argentinië, Bolivia, Chili, Colombia, Ecuador, Peru)      |
| 2021 | C | Nederzetting en kunstmatige mummificatie van de Chinchorrocultuur in de regio's Arica en Parinacota |

### China
| 1987 | C   | Chinese Muur                                                                                                   |
| 1987 | C/N | Heilige berg Taishan                                                                                           |
| 1987 | C   | Keizerlijke paleizen van de Ming- en Qing-dynastieën in Peking en Shenyang (uitgebreid in 2004)                |
| 1987 | C   | Mogao-grotten                                                                                                  |
| 1987 | C   | Mausoleum van de eerste Qin-keizer (Terracottaleger)                                                           |
| 1987 | C   | Vindplaats van de Pekingmens in Zhoukoudian                                                                    |
| 1990 | C/N | Huangshan |
| 1992 | N   | Jiuzhaigouvallei                                                                                               |
| 1992 | N   | Berglandschap van Huanglong                                                                                    |
| 1992 | N   | Berglandschap van Wulingyuan                                                                                   |
| 1994 | C   | Bergresidentie en afgelegen tempels van Chengde                                                                |
| 1994 | C   | Tempel en begraafplaats van Confucius en het huis van de familie Kong in Qufu                                  |
| 1994 | C   | Oud gebouwencomplex in de Wudangbergen                                                                         |
| 1994 | C   | Historisch ensemble van het Potala-paleis in Lhasa (uitgebreid in 2000 en 2001)                                |
| 1996 | C   | Nationaal park Lushan                                                                                          |
| 1996 | C/N | Landschap rond de berg Emei, inbegrepen het gebied van de Grote Boeddha van Leshan                             |
| 1997 | C   | Oude stad Lijiang                                                                                              |
| 1997 | C   | Oude stad Ping Yao                                                                                             |
| 1997 | C   | Klassieke tuinen van Suzhou (uitgebreid in 2000)                                                               |
| 1998 | C   | Zomerpaleis, een keizerlijke tuin in Peking                                                                    |
| 1998 | C   | Tempel van de Hemel, een keizerlijk offeraltaar in Peking                                                      |
| 1999 | C/N | Wuyigebergte                                                                                                   |
| 1999 | C   | Rotssculpturen van Dazu                                                                                        |
| 2000 | C   | Qingcheng en Dujiangyan-irrigatiesysteem                                                                       |
| 2000 | C   | Oude dorpen in zuidelijk Anhui – Xidi en Hongcun                                                               |
| 2000 | C   | Grotten van Longmen                                                                                            |
| 2000 | C   | Keizerlijke graven van de Ming- en Qing-dynastieën (uitgebreid in 2003 en 2004)                                |
| 2001 | C   | Grotten van Yungang                                                                                            |
| 2003 | N   | Beschermd Drie Parallelle Rivieren gebied in Yunnan                                                            |
| 2004 | C   | Hoofdsteden en graven van het oude koninkrijk Koguryo                                                          |
| 2005 | C   | Historisch centrum van Macau                                                                                   |
| 2006 | C   | Yin Xu |
| 2006 | N   | Reservaten van de reuzenpanda in Sichuan                                                                       |
| 2007 | C   | Diaolou en dorpen in Kaiping                                                                                   |
| 2007 | N   | Zuid-Chinese karstlandschap (Fase II) (uitgebreid in 2014)                                                     |
| 2008 | C   | Tulou van Fujian                                                                                               |
| 2008 | N   | Nationaal park Sanqingshan                                                                                     |
| 2009 | C   | Wutai Shan |
| 2010 | C   | Historische monumenten van Dengfeng in het "Centrum van Hemel en Aarde"                                        |
| 2010 | N   | Danxia van China                                                                                               |
| 2011 | C   | Cultuurlandschap van het Westelijke Meer van Hangzhou                                                          |
| 2012 | N   | Fossielsite van Chengjiang                                                                                     |
| 2012 | C   | Site van Xanadu                                                                                                |
| 2013 | N   | Tian Shan in Xinjiang                                                                                          |
| 2013 | C   | Cultuurlandschap van rijstterrassen van de Hani in Honghe                                                      |
| 2014 | C   | Het Grote Kanaal                                                                                               |
| 2014 | C   | Zijderoute: het wegennetwerk van de Chang'an-Tiensjancorridor (gedeeltelijk in Kazachstan en Kirgizië)         |
| 2015 | C   | Sites van de Tusi                                                                                              |
| 2016 | C   | Cultuurlandschap met rotstekeningen van Zuojiang Huashan                                                       |
| 2016 | N   | Hubei Shennongjia                                                                                              |
| 2017 | N   | Qinghai Hoh Xil                                                                                                |
| 2017 | C   | Gulangyu: een historische internationale nederzetting                                                          |
| 2018 | N   | Fanjingshan |
| 2019 | N   | Trekvogelreservaten langs de kust van de Gele Zee en de Golf van Bohai (Fase I) (uitgebreid in 2024 - Fase II) |
| 2019 | C   | Archeologische ruïnes van de stad Liangzhu                                                                     |
| 2021 | C   | Quanzhou, marktplaats van de wereld in het China van de Song en de Yuan                                        |
| 2023 | C   | Cultuurlandschappen van de oude theebossen van de Jingmai-berg in Pu'er                                        |
| 2024 | N   | Badain Jaranwoestijn - Torens van zand en meren                                                                |
| 2024 | C   | Centrale as van Beijing: een gebouwenensemble dat de ideale orde van de Chinese hoofdstad verbeeldt            |
| 2025 | C   | Keizerlijke tombes van Xixia                                                                                   |

### Colombia
| 1984 | C   | Haven, forten en groep monumenten in Cartagena                                                 |
| 1994 | N   | Nationaal Park Los Katíos                                                                      |
| 1995 | C   | Historisch centrum van Santa Cruz de Mompox                                                    |
| 1995 | C   | Nationaal archeologisch park Tierradentro                                                      |
| 1995 | C   | Archeologisch park San Agustín                                                                 |
| 2006 | N   | Reservaat Malpelo                                                                              |
| 2011 | C   | Cultuurlandschap van de koffie van Colombia                                                    |
| 2014 | C   | Qhapac Ñan, wegennetwerk van de Andes (in Argentinië, Bolivia, Chili, Colombia, Ecuador, Peru) |
| 2018 | C/N | Nationaal park Chiribiquete – "De maloca van de jaguar"                                        |

### Congo-Brazzaville
| 2012 | N | Sangha trinational (gedeeltelijk in de Centraal-Afrikaanse Republiek en Kameroen) |
| 2023 | N | Woudmassief van Odzala-Kokoua                                                     |

### Congo-Kinshasa
| 1979 | N | Nationaal park Virunga      |
| 1980 | N | Nationaal park Kahuzi-Biéga |
| 1980 | N | Nationaal park Garamba      |
| 1984 | N | Nationaal park Salonga      |
| 1996 | N | Okapi wildpark              |

### Costa Rica
| 1983 | N | Talamanca Range-La Amistad reservaat / Nationaal park La Amistad (gedeeltelijk in Panama; uitgebreid in 1990) |
| 1997 | N | Nationaal park Cocoseiland (uitgebreid in 2002)                                                               |
| 1999 | N | Beschermd gebied van Guanacaste (uitgebreid in 2004)                                                          |
| 2014 | C | Precolumbiaanse 'chiefdom'-nederzettingen met stenen bollen van de Diquís                                     |

### Cuba
| 1982 | C | Oud Havana en zijn vestingwerken                                                 |
| 1988 | C | Trinidad en Valle de los Ingenios                                                |
| 1997 | C | Kasteel San Pedro de la Roca in Santiago de Cuba                                 |
| 1999 | N | Nationaal park Desembarco del Granma                                             |
| 1999 | C | Viñales-vallei                                                                   |
| 2000 | C | Archeologisch landschap van de eerste koffieplantages in het zuidoosten van Cuba |
| 2001 | N | Nationaal park Alejandro de Humboldt                                             |
| 2005 | C | Historisch centrum van Cienfuegos                                                |
| 2008 | C | Historisch centrum van Camagüey                                                  |

### Cyprus
| 1980 | C | Paphos                                                          |
| 1985 | C | Beschilderde kerken in het Troödosgebergte (uitgebreid in 2001) |
| 1998 | C | Choirokoitia                                                    |

### Denemarken
| 1994 | C | Grafheuvels, runenstenen en kerk van Jelling                              |
| 1995 | C | Kathedraal van Roskilde                                                   |
| 2000 | C | Kasteel Kronborg                                                          |
| 2004 | N | IJsfjord van Ilulissat (Groenland)                                        |
| 2014 | N | Waddenzee (gedeeltelijk in Duitsland en Nederland; uitgebreid in 2014)    |
| 2014 | N | Stevns Klint                                                              |
| 2015 | C | Christiansfeld, een Moravische kerknederzetting                           |
| 2015 | C | Het par force-jachtlandschap in Noord-Seeland                             |
| 2017 | C | Kujataa in Groenland: noordse en Inuit landbouw aan de rand van de ijskap |
| 2018 | C | Aasivissuit-Nipisat, jachtgebieden van de Inuit tussen ijs en zee         |
| 2023 | C | Ringwalburchten uit de Vikingtijd                                         |
| 2025 | N | Møns Klint                                                                |

### Dominica
| 1997 | N | Nationaal park Morne Trois Pitons |

### Dominicaanse Republiek
| 1990 | C | Koloniale stad Santo Domingo |

### Duitsland
| 1978 | C | Dom van Aken |
| 1981 | C | Dom van Speyer |
| 1981 | C | Residentie van Würzburg |
| 1983 | C | Bedevaartskerk van Wies |
| 1984 | C | Slot Augustusburg en slot Falkenlust in Brühl |
| 1985 | C | Dom en Michaeliskirche in Hildesheim |
| 1986 | C | Romeinse monumenten, Dom en Onze-Lieve-Vrouwekerk in Trier |
| 1987 | C | Grenzen van het Romeinse Rijk (gedeeltelijk in het Verenigd Koninkrijk; uitgebreid in 2005 en 2008)                                                                    |
| 1987 | C | Hanzestad Lübeck |
| 1990 | C | Paleizen en parken van Potsdam en Berlijn (uitgebreid in 1992 en 1999)                                                                                                 |
| 1991 | C | Abdij en Altenmünster van Lorsch |
| 1992 | C | Rammelsbergmijnen, historisch centrum van Goslar en hydraulisch watersysteem van de Opper-Harz (uitgebreid in 2008 en 2010)                                            |
| 1993 | C | Bamberg |
| 1993 | C | Abdij van Maulbronn |
| 1994 | C | Stiftskerk, kasteel en historisch centrum van Quedlinburg |
| 1994 | C | IJzersmelterij van Völklingen |
| 1995 | N | Fossielenvindplaats Groeve Messel |
| 1996 | C | Dom van Keulen |
| 1996 | C | Bauhaus en zijn sites in Weimar, Dessau en Bernau |
| 1996 | C | Luthergedenkplaatsen in Eisleben en Wittenberg |
| 1998 | C | Klassiek Weimar |
| 1999 | C | Museumsinsel in Berlijn |
| 1999 | C | Kasteel Wartburg |
| 2000 | C | Parklandschap Dessau-Wörlitz |
| 2000 | C | Kloostereiland Reichenau |
| 2001 | C | Kolenmijn en industriecomplex Zeche Zollverein in Essen |
| 2002 | C | Bovenloop van het Midden-Rijndal |
| 2002 | C | Historische centrum van Stralsund en Wismar |
| 2004 | C | Stadhuis en Rolandstandbeeld van Bremen |
| 2004 | C | Dresden-Elbevallei (geschrapt in 2009) |
| 2004 | C | Muskauer Park / Park Muzakowski (gedeeltelijk in Polen) |
| 2006 | C | Historisch centrum van Regensburg met Stadtamhof |
| 2007 | N | Oude en voorhistorische beukenbossen van de Karpaten en andere regio's van Europa                                                                                      |
| 2008 | C | Modernistische woonwijken in Berlijn |
| 2009 | N | Waddenzee (gedeeltelijk in Denemarken en Nederland; uitgebreid in 2014)                                                                                                |
| 2011 | C | Fagusfabriek in Alfeld |
| 2011 | C | Prehistorische paalwoningen in de Alpen (gedeeltelijk in Frankrijk, Italië, Oostenrijk, Slovenië en Zwitserland)                                                       |
| 2012 | C | Markgrafelijk Operahuis in Bayreuth |
| 2013 | C | Bergpark Wilhelmshöhe |
| 2014 | C | Karolingisch westwerk en Civitas Corvey |
| 2015 | C | Hamburg: Speicherstadt en het Kontorhausviertel met het Chilehaus |
| 2016 | C | Het architecturaal werk van Le Corbusier, een buitengewone bijdrage aan de Moderne Beweging (in Argentinië, België, Duitsland, Frankrijk, India, Japan en Zwitserland) |
| 2017 | C | Grotten en ijstijdkunst in de Zwabische Jura |
| 2018 | C | Archeologisch grenscomplex van Hedeby en de Danevirke |
| 2018 | C | Dom van Naumburg |
| 2019 | C | Mijnstreek Ertsgebergte/Krušnohoří (gedeeltelijk in Tsjechië) |
| 2019 | C | Waterbeheersysteem van Augsburg |
| 2021 | C | Historische kuuroorden van Europa (in België, Frankrijk, Duitsland, Tsjechië, Italië, Oostenrijk, Verenigd Koninkrijk)                                                 |
| 2021 | C | Mathildenhöhe Darmstadt |
| 2021 | C | Grenzen van het Romeinse Rijk - De Neder-Germaanse limes (in Duitsland en Nederland)                                                                                   |
| 2021 | C | ShUM-sites van Speyer, Worms en Mainz |
| 2021 | C | Grenzen van het Romeinse Rijk - De Donaulimes (Westelijk gedeelte) (in Duitsland, Oostenrijk en Slowakije)                                                             |
| 2023 | C | Joods-middeleeuws erfgoed van Erfurt |
| 2024 | C | Het complex van de residentie van Schwerin |
| 2025 | C | De paleizen van Ludwig II van Beieren: Neuschwanstein, Linderhof, Schachen, Herrenchiemsee                                                                             |

### Ecuador
| 1979 | N | Galápagos Eilanden (uitgebreid in 2001)                                                       |
| 1978 | C | Quito (stad)                                                                                  |
| 1983 | N | Nationaal park Sangay                                                                         |
| 1999 | C | Historisch centrum van Santa Ana de los Ríos de Cuenca                                        |
| 2014 | C | Qhapac Ñan, wegensysteem in de Andes (in Argentinië, Bolivia, Chili, Colombia, Ecuador, Peru) |

### Egypte
| 1979 | C | Memphis en zijn necropolis: de piramidevelden van Gizeh tot Dahshur |
| 1979 | C | Oud Thebe en zijn necropolis                                        |
| 1979 | C | Nubische monumenten van Aboe Simbel tot Philae                      |
| 1979 | C | Historisch Caïro                                                    |
| 1979 | C | Aboe Mena                                                           |
| 2002 | C | Sint-Catharinagebied                                                |
| 2005 | N | Wadi Al-Hitan ( Walvisvallei )                                      |

### El Salvador
| 1993 | C | Archeologisch Joya de Cerén |

### Eritrea
| 2017 | C | Asmara: een Afrikaanse modernistische stad |

### Estland
| 1997 | C | Historisch centrum van Tallinn (uitgebreid in 2008)                                                                                 |
| 2005 | C | Geodetische boog van Struve (in Wit-Rusland, Estland, Finland, Letland, Litouwen, Noorwegen, Moldavië, Rusland, Zweden en Oekraïne) |

### Ethiopië
| 1978 | C | Rotskerken van Lalibela                   |
| 1978 | N | Nationaal park Simien                     |
| 1979 | C | Fasil Ghebbi                              |
| 1980 | C | Aksum                                     |
| 1980 | C | Dal van de benedenloop van de Awash       |
| 1980 | C | Dal van de benedenloop van de Omo         |
| 1980 | C | Tiya                                      |
| 2006 | C | Harar Jugol, historische vestingstad      |
| 2011 | C | Cultuurlandschap van Konso                |
| 2023 | N | Bale Mountains National Park              |
| 2023 | C | cultuurlandschap van de Gedeo             |
| 2024 | C | Vindplaatsen van Melka Kunture en Balchit |

### Fiji
| 2013 | C | Historische havenstad Levuka |

### Filipijnen
| 1993 | N | Maritiem park van de Tubbataha-riffen (uitgebreid in 2009) |
| 1993 | C | Barokkerken van de Filipijnen                              |
| 1995 | C | Rijstterrassen van de Filipijnse Cordilleras               |
| 1999 | C | Historische stad Vigan                                     |
| 1999 | N | Nationaal park St Paul's Subterranean River                |
| 2014 | N | Mount Hamiguitan Range Wildlife Sanctuary                  |

### Finland
| 1991 | C | Oud Rauma |
| 1991 | C | Fort Suomenlinna |
| 1994 | C | Oude kerk van Petäjävesi |
| 1996 | C | Hout- en kartonmolen van Verla |
| 1999 | C | Grafveld van Sammallahdenmäki uit de bronstijd                                                                                       |
| 2000 | N | Hoge kust / Kvarkenarchipel (gedeeltelijk in Zweden; uitgebreid in 2006)                                                             |
| 2005 | C | Geodetische boog van Struve (in Wit-Rusland, Estland, Finland, Letland, Litouwen, Noorwegen, Moldavië, Rusland, Zweden en Oekraïne). |

### Frankrijk
| 1979 | C   | Mont Saint-Michel en omliggende baai (uitgebreid in 2007) |
| 1979 | C   | Kathedraal van Chartres |
| 1979 | C   | Paleis en park van Versailles (uitgebreid in 2007) |
| 1979 | C   | Basiliek Sainte-Marie-Madeleine van Vézelay op de Colline Eternelle (uitgebreid in 2007)                                                                               |
| 1979 | C   | Prehistorische locaties en beschilderde grotten in de Vézèrevallei |
| 1981 | C   | Paleis en park van Fontainebleau |
| 1981 | C   | Notre-Dame van Amiens |
| 1981 | C   | Romeins theater met omgeving en de Triomfboog van Orange (uitgebreid in 2007)                                                                                          |
| 1981 | C   | Arles, Romeinse en romaanse monumenten |
| 1981 | C   | Cisterciënzer Abdij van Fontenay (uitgebreid in 2007) |
| 1982 | C   | Van de zoutziederij van Salins-les-Bains tot de koninklijke zoutziederij van Arc-et-Senans, de productie van zout in zoutpannen (uitgebreid in 2009)                   |
| 1983 | C   | Place Stanislas, Place de la Carrière en Place d'Alliance in Nancy |
| 1983 | C   | Abdijkerk van Saint-Savin-sur-Gartempe (uitgebreid in 2007) |
| 1983 | N   | Golf van Porto: Calanches de Piana, Golf van Girolata, Natuurreservaat Scandola                                                                                        |
| 1985 | C   | Pont du Gard (Romeins aquaduct) (uitgebreid in 2007) |
| 1988 | C   | Straatsburg: van Grande-Île tot Neustadt, een Europees stadsgezicht (uitgebreid in 2017)                                                                               |
| 1991 | C   | Parijs: oevers van de Seine |
| 1991 | C   | Kathedraal Notre-Dame, voormalig klooster van Saint-Remi en Paleis van Tau in Reims                                                                                    |
| 1992 | C   | Kathedraal van Bourges |
| 1995 | C   | Historisch centrum van Avignon: pauselijk paleis, bisschoppelijk ensemble en brug                                                                                      |
| 1996 | C   | Canal du Midi |
| 1997 | C   | Historische vestingstad Carcassonne |
| 1997 | C/N | Pyrénées-Mont Perdu (gedeeltelijk in Spanje; uitgebreid in 1999) |
| 1998 | C   | Pelgrimsroutes in Frankrijk naar Santiago de Compostella |
| 1998 | C   | Historisch Lyon |
| 1999 | C   | Rechtsgebied van Saint-Émilion |
| 2000 | C   | Loirevallei tussen Sully-sur-Loire en Chalonnes-sur-Loire |
| 2001 | C   | Provins, stad van middeleeuwse jaarmarkten |
| 2005 | C   | Le Havre, stad herbouwd door Auguste Perret |
| 1999 | C   | Belforten in België en Frankrijk (uitgebreid in 2005) |
| 2007 | C   | Bordeaux, Port de la Lune |
| 2007 | N   | Oude en voorhistorische beukenbossen van de Karpaten en andere regio's van Europa                                                                                      |
| 2008 | C   | Vestingwerken van Vauban |
| 2008 | N   | Lagunes van Nieuw-Caledonië: rifdiversiteit en ecosystemen |
| 2010 | C   | Bisschopsstad Albi |
| 2010 | N   | Pitons, cirques en "remparts" van het eiland Réunion |
| 2011 | C   | De Causses en de Cevennen, mediterraan agropastoraal cultuurlandschap                                                                                                  |
| 2011 | C   | Prehistorische paalwoningen in de Alpen (gedeeltelijk in Duitsland, Italië, Oostenrijk, Slovenië en Zwitserland)                                                       |
| 2012 | C   | Steenkoolbekken van Nord-Pas-de-Calais |
| 2014 | C   | Beschilderde grot van de Pont d'Arc, bekend als de Grotte Chauvet-Pont-d'Arc, Ardèche                                                                                  |
| 2015 | C   | De climats van de wijnstreek Bourgogne |
| 2015 | C   | Heuvels, huizen en wijnkelders van Champagnestreek |
| 2016 | C   | Het architecturaal werk van Le Corbusier, een buitengewone bijdrage aan de Moderne Beweging (in Argentinië, België, Duitsland, Frankrijk, India, Japan en Zwitserland) |
| 2017 | C   | Taputapuātea |
| 2018 | N   | Tektonisch landschap Chaîne des Puys – Limagnebreuklijn |
| 2019 | N   | Franse Zuidelijke Gebieden en Zeeën |
| 2021 | C   | Historische kuuroorden van Europa (in België, Frankrijk, Duitsland, Tsjechië, Italië, Oostenrijk, Verenigd Koninkrijk)                                                 |
| 2021 | C   | Vuurtoren van Cordouan |
| 2021 | C   | Nice, winterbadplaats van de Rivièra |
| 2023 | N   | Vulkanen en bossen van Mont Pelée en de pitons van noord-Martinique |
| 2023 | C   | Begraafplaatsen en herdenkingssites van de Eerste Wereldoorlog (Westelijk Front)                                                                                       |
| 2023 | C   | Maison Carrée in Nîmes |
| 2024 | C/N | Te Henua Enata - de Markiezeneilanden |
| 2025 | C   | De Megalieten van Carnac en van de kust van de Morbihan |

### Gabon
| 2007 | C/N | Ecosysteem en cultuurlandschap van Lopé-Okanda |
| 2021 | N   | Nationaal park Ivindo                          |

### Gambia
| 2003 | C | Kunta Kinteh en bijbehorende gebieden                 |
| 2006 | C | Steencirkels van Senegambia (gedeeltelijk in Senegal) |

### Georgië
| 1994 | C | Historische monumenten van Mtskheta    |
| 1994 | C | Gelatiklooster                         |
| 1996 | C | Opper-Svaneti                          |
| 2021 | N | Regenwouden en draslanden van Kolcheti |

### Ghana
| 1979 | C | Forten en kastelen, Volta, Groot-Accra en de centrale en westelijke regio's |
| 1980 | C | Traditionele Ashantigebouwen                                                |

### Griekenland
| 1986 | C   | Tempel van Apollon Epikourios in Bassae                                                                                     |
| 1987 | C   | Archeologisch Delphi |
| 1987 | C   | Akropolis van Athene |
| 1988 | C/N | Berg Athos |
| 1988 | C/N | Meteora |
| 1988 | C   | Vroegchristelijke en Byzantijnse monumenten in Thessaloniki                                                                 |
| 1988 | C   | Heiligdom van Asklepios in Epidaurus                                                                                        |
| 1988 | C   | Middeleeuwse stad Rhodos |
| 1989 | C   | Archeologisch Mystras |
| 1989 | C   | Archeologisch Olympia |
| 1990 | C   | Delos |
| 1990 | C   | Kloosters van Daphni, Osios Loukas en Nea Moni (Chios)                                                                      |
| 1992 | C   | Pythagoreion en Heraion van Samos                                                                                           |
| 1996 | C   | Archeologische site van Aigai                                                                                               |
| 1999 | C   | Archeologisch Mycene en Tiryns                                                                                              |
| 1999 | C   | Historisch centrum (Chorá) met klooster van de Heilige Johannes "de Theoloog" en grot van de Apocalyps op het eiland Pátmos |
| 2007 | C   | Oude stad Korfoe |
| 2016 | C   | Archeologische site van Philippi                                                                                            |
| 2023 | C   | Cultureel landschap Zagori                                                                                                  |
| 2025 | C   | Minoïsche paleiscentra: Knossos, Phaistos, Malia, Zakros, Zominthos, Kydonia                                                |

### Guatemala
| 1979 | C/N | Nationaal park Tikal                         |
| 1979 | C   | Antigua Guatemala                            |
| 1981 | C   | Archeologisch park en ruïnes van Quiriguá    |
| 2023 | C   | Nationaal Archaeologisch Park Tak’alik Ab’aj |

### Guinee
| 1981 | N | Natuurreservaat Mont Nimba (gedeeltelijk in Ivoorkust; uitgebreid in 1982) |

### Guinee-Bissau
| 2025 | N | Kust- en mariene ecosystemen van de Bijagós Archipel – Omatí Minhô |

### Haïti
| 1982 | C | Nationaal historisch park Citadel, Sans-Souci, Ramiers |

### Honduras
| 1980 | C | Mayastad Copán                |
| 1982 | N | Biosfeerreservaat Río Plátano |

### Hongarije
| 1987 | C | Boedapest, waaronder de Donauoevers, het Burchtdistrict van Boeda en de Andrássy út (uitgebreid in 2002) |
| 1987 | C | Oud dorp Hollókő en omgeving                                                                             |
| 1995 | N | Grotten van de Aggtelek Karst en Slowaakse Karst (gedeeltelijk in Slowakije; uitgebreid in 2000)         |
| 1996 | C | Duizendjarige benedictijnenabdij van Pannonhalma en haar natuurlijke omgeving                            |
| 1999 | C | Nationaal park Hortobágy – Puszta                                                                        |
| 2000 | C | Vroegchristelijke begraafplaats van Pécs (Sopianae)                                                      |
| 2001 | C | Cultuurlandschap van Fertő/Neusiedler Meer (gedeeltelijk in Oostenrijk)                                  |
| 2002 | C | Historisch cultuurlandschap van de wijnstreek Tokaj                                                      |

### Ierland
| 1993 | C | Brú na Bóinne – Archeologisch ensemble van de Bend of the Boyne |
| 1996 | C | Sceilg Mhichíl                                                  |

### IJsland
| 2004 | C | Nationaal park Þingvellir                                         |
| 2008 | N | Surtsey                                                           |
| 2019 | N | Nationaal park Vatnajökull – de dynamische natuur van vuur en ijs |

### India
| 1983 | C   | Grotten van Ajanta |
| 1983 | C   | Grotten van Ellora |
| 1983 | C   | Fort van Agra |
| 1983 | C   | Taj Mahal |
| 1984 | C   | Zonnetempel van Konarak |
| 1984 | C   | Monumentengroep bij Mahabalipuram |
| 1985 | N   | Nationaal park Kaziranga |
| 1985 | N   | Wildpark Manas |
| 1985 | N   | Nationaal park Keoladeo |
| 1986 | C   | Kerken en kloosters van Goa |
| 1986 | C   | Monumentengroep bij Khajuraho |
| 1986 | C   | Monumentengroep bij Hampi |
| 1986 | C   | Fatehpur Sikri |
| 1987 | C   | Monumentengroep bij Pattadakal |
| 1987 | C   | Grotten van Elephanta |
| 1987 | C   | Cholatempels (uitgebreid in 2004) |
| 1987 | N   | Nationaal park Sundarbans |
| 1988 | N   | Nationale parken Nanda Devi en Bloemenvallei (uitgebreid in 2005) |
| 1989 | C   | Boeddhistische monumenten bij Sanchi |
| 1993 | C   | Humayun's tombe, Delhi |
| 1993 | C   | Qutb Minar en zijn monumenten, Delhi |
| 1999 | C   | Bergspoorwegen van India (uitgebreid in 2005 en 2008) |
| 2002 | C   | Mahabodi tempelcomplex, Bodh Gaya |
| 2003 | C   | Rotsschuilplaatsen van Bhimbetka |
| 2004 | C   | Archeologisch park Champaner-Pavagadh |
| 2004 | C   | Chhatrapati Shivaji Terminus (voormalig Victoria Station) |
| 2007 | C   | Rode Fortcomplex |
| 2010 | C   | Jantar Mantar |
| 2012 | N   | West-Ghats |
| 2013 | C   | Heuvelforten van Rajasthan |
| 2014 | C   | Rani ki vav (the Queen's Stepwell) in Patan, Gujarat |
| 2014 | N   | Nationaal park Great Himalayan |
| 2016 | C   | Het architecturaal werk van Le Corbusier, een buitengewone bijdrage aan de Moderne Beweging (in Argentinië, België, Duitsland, Frankrijk, India, Japan en Zwitserland) |
| 2016 | C   | Archeologische site Nalanda Mahavihara in Nalanda, Bihar |
| 2016 | C/N | Nationaal park Khangchendzonga |
| 2017 | C   | Historische stad Ahmadabad |
| 2018 | C   | Ensembles van neogotiek en art deco in Mumbai |
| 2019 | C   | De stad Jaipur, Rajasthan |
| 2021 | C   | Kakatya Rudreshwara (Ramappatempel), Telangana |
| 2021 | C   | Dholavira: een stad van de Harappabeschaving |
| 2023 | C   | Heilige ensembles van de Hosaya |
| 2023 | C   | Santiniketan |
| 2024 | C   | Moidams - het grafheuvelsysteem van de Ahomdynastie |
| 2025 | C   | Militaire landschappen van Maratha |

### Indonesië
| 1991 | C | Tempelcomplex van Borobudur                                                                       |
| 1991 | N | Nationaal park Ujung Kulon                                                                        |
| 1991 | N | Nationaal park Komodo                                                                             |
| 1991 | C | Tempelcomplex van Prambanan                                                                       |
| 1996 | C | Sangiran, vindplaats van de vroege mens                                                           |
| 1999 | N | Nationaal park Lorentz                                                                            |
| 2004 | N | Tropisch regenwoud van Sumatra                                                                    |
| 2012 | C | Cultuurlandschap van Bali: het subaksysteem als een manifestatie van de Tri Hita Karana-filosofie |
| 2019 | C | Erfgoed van de Ombilin-steenkoolmijn in Sawahlunto                                                |
| 2023 | C | de kosmologische as van Yogyakarta en de historische monumenten                                   |

### Irak
| 1985 | C   | Hatra                                                                                                   |
| 2003 | C   | Assur (Qal'at Sherqat)                                                                                  |
| 2007 | C   | Archeologische stad Samarra                                                                             |
| 2014 | C   | Citadel van Arbil                                                                                       |
| 2016 | C/N | De ahwar van Zuid-Irak: plaats van biodiversiteit en het relictenlandschap van de Mesopotamische steden |
| 2019 | C   | Babylon                                                                                                 |

### Iran
| 1979 | C | Chogha Zanbil                                                 |
| 1979 | C | Persepolis                                                    |
| 1979 | C | Plein van de Emam, Isfahan                                    |
| 2003 | C | Takht-E Soleyman                                              |
| 2003 | C | Pasargadae                                                    |
| 2004 | C | Bam en zijn cultuurlandschap (uitgebreid in 2007)             |
| 2005 | C | Soltaniyeh                                                    |
| 2006 | C | Behistuninscriptie                                            |
| 2008 | C | Armeense kloosterensembles in Iran                            |
| 2009 | C | Historisch hydraulisch systeem van Shushtar                   |
| 2010 | C | De khānegāh en het heiligdom van sjeik Safi al-Din in Ardebil |
| 2010 | C | Historische bazaar van Tabriz                                 |
| 2011 | C | De Perzische tuin                                             |
| 2012 | C | Masjed-e Jāmé van Isfahan                                     |
| 2012 | C | Gonbad-e Qabus                                                |
| 2013 | C | Golestanpaleis                                                |
| 2014 | C | Shahr-e Sukhteh                                               |
| 2015 | C | Susa                                                          |
| 2015 | C | Cultuurlandschap van Meymand                                  |
| 2016 | C | Het Perzisch qanat                                            |
| 2016 | N | Dasht-e Lut                                                   |
| 2017 | C | Historische stad Yazd                                         |
| 2018 | C | Archeologisch landschap van de Sassaniden in de Farsstreek    |
| 2019 | N | Hyrcaanse bossen                                              |
| 2021 | N | Trans-Iraanse Spoorlijn                                       |
| 2021 | C | Cultuurlandschap van Hawraman/Uramanat                        |
| 2023 | C | de Perzische karavanserai                                     |
| 2024 | C | Hegmataneh                                                    |
| 2025 | C | Prehistorische sites van de Khorramabadvallei                 |

### Israël
| 2001 | C | Massada                                                                                                  |
| 2001 | C | Oude stad Acre (Akko)                                                                                    |
| 2003 | C | Witte stad van Tel Aviv – The Modern Movement                                                            |
| 2005 | C | Bijbelse nederzettingen: Megiddo, Hazor en Beër Sjeva                                                    |
| 2005 | C | Wierookroute - Woestijnsteden in de Negev                                                                |
| 2008 | C | Heilige plaatsen van het bahá'í-geloof in Haifa en West-Galilea                                          |
| 2012 | C | Sites van menselijke evolutie van de Karmelberg: de grotten van Nahal Me'arot/Wadi el-Mughara            |
| 2014 | C | Grotten van Maresha en Bet Guvrin in het Judese laagland als een microkosmos van het Land van de Grotten |
| 2015 | C | Necropolis van Bet Shearim, een monument van Joodse heropleving                                          |

### Italië
| 1979 | C | Rotstekeningen in Valcamonica |
| 1980 | C | Kerk en Dominicanerklooster van Santa Maria delle Grazie in Milaan met "Het laatste avondmaal" van Leonardo da Vinci                                                                             |
| 1980 | C | Historisch centrum van Rome, de bezittingen van de Heilige Stoel in die stad met speciale territoriale rechten en Sint-Paulus buiten de Muren (uitgebreid in 1990, gedeeltelijk in Vaticaanstad) |
| 1982 | C | Historisch centrum van Florence |
| 1987 | C | Venetië met zijn lagune |
| 1987 | C | Domplein van Pisa (uitgebreid in 2007) |
| 1990 | C | Historisch centrum van San Gimignano |
| 1993 | C | Sassi en het park met de rotskerken van Matera |
| 1994 | C | Vicenza (stad) en de Palladiaanse villa's in Veneto (uitgebreid in 1996) |
| 1995 | C | Historisch centrum van Siena |
| 1995 | C | Historisch centrum van Napels |
| 1995 | C | Crespi d'Adda |
| 1995 | C | Ferrara, stad van de renaissance in de Podelta (uitgebreid in 1999) |
| 1996 | C | Castel del Monte |
| 1996 | C | Trulli van Alberobello |
| 1996 | C | Vroegchristelijke monumenten van Ravenna |
| 1996 | C | Historisch centrum van Pienza |
| 1997 | C | 18e-eeuws Koninklijk Paleis van Caserta met park, aquaduct van Vanvitelli en San Leuciocomplex                                                                                                   |
| 1997 | C | Residenties van het Koninklijk Huis van Savoye |
| 1997 | C | Botanische tuin in Padua |
| 1997 | C | Porto Venere, Cinque Terre en de eilanden Palmaria, Tino en Tinetto |
| 1997 | C | Kathedraal, Torre Civica en Piazza Grande, Modena |
| 1997 | C | Archeologisch Pompeï, Herculaneum en Torre Annunziata |
| 1997 | C | Amalfitaanse kust |
| 1997 | C | Archeologisch Agrigento |
| 1997 | C | Villa Romana del Casale |
| 1997 | C | Nuraghe Su Nuraxi bij Barumini (Sardinië) |
| 1998 | C | Nationaal Park Cilento e Vallo di Diano met archeologisch Paestum en Velia, en Kartuizerklooster van Padula                                                                                      |
| 1998 | C | Historisch centrum van Urbino |
| 1998 | C | Archeologische opgravingen en Patriarchale Basiliek van Aquileia |
| 1999 | C | Villa Adriana, Tivoli |
| 2000 | N | Eolische eilanden |
| 2000 | C | Assisi, Sint-Franciscusbasiliek en andere Franciscaanse locaties |
| 2000 | C | Verona (stad) |
| 2001 | C | Villa d'Este, Tivoli |
| 2002 | C | Laatbarokke steden in het Val di Noto (Zuidoost-Sicilië) |
| 2003 | C | Heilige bergen (Sacri Monti) van Piëmont en Lombardije |
| 2003 | N | Monte San Giorgio (gedeeltelijk in Zwitserland; uitgebreid in 2010) |
| 2004 | C | Etruskische begraafplaatsen van Cerveteri en Tarquinia. |
| 2004 | C | Val d'Orcia |
| 2005 | C | Syracuse en de rotsnecropolis van Pantalica |
| 2006 | C | Genua: Le Strade Nuove en het systeem van de Palazzi dei Rolli |
| 2007 | N | Oude en voorhistorische beukenbossen van de Karpaten en andere regio's van Europa |
| 2008 | C | Mantua en Sabbioneta |
| 2008 | C | Rhätische Bahn in het Albula / Bernina-landschap (gedeeltelijk in Zwitserland) |
| 2009 | N | Dolomieten |
| 2011 | C | Longobarden in Italië. Plaatsen van macht (568-774 na Christus) |
| 2011 | C | Prehistorische paalwoningen in de Alpen (gedeeltelijk in Duitsland, Frankrijk, Oostenrijk, Slovenië en Zwitserland)                                                                              |
| 2013 | N | Etna |
| 2013 | C | Villa's en tuinen van de Medici in Toscane |
| 2014 | C | Wijngaardlandschap van Piëmont: Langhe-Roero en Monferrato |
| 2015 | C | Arabisch-Normandisch Palermo en de kathedralen van Cefalù en Monreale |
| 2017 | C | Venetiaanse verdedigingswerken van de 15e tot 17e eeuw: Stato da Terra – westelijke Stato da Mar                                                                                                 |
| 2018 | C | Ivrea, industriestad van de 20e eeuw |
| 2019 | C | De prosecco-heuvels van Conegliano en Valdobbiadene |
| 2021 | C | Historische kuuroorden van Europa (in België, Frankrijk, Duitsland, Tsjechië, Italië, Oostenrijk, Verenigd Koninkrijk)                                                                           |
| 2021 | C | Padua's veertiende-eeuwse frescocycli |
| 2021 | C | De portieken van Bologna |
| 2023 | N | Karst en grotten in de noordelijke Apennijnen |
| 2024 | C | Via Appia. Regina viarum |
| 2025 | C | Graftraditie in prehistorisch Sardinië: de Domus de Janas |

### Ivoorkust
| 1981 | N | Natuurreservaat Mont Nimba (gedeeltelijk in Guinee) (uitgebreid in 1982) |
| 1982 | N | Nationaal park Taï                                                       |
| 1983 | N | Nationaal park Comoé                                                     |
| 2012 | C | Historische stad Grand-Bassam                                            |
| 2012 | C | Moskeeën in Soedanese stijl in Noord-Ivoorkust                           |

### Jamaica
| 2015 | C/N | Blue and John Crow Mountains                      |
| 2025 | C   | Archeologisch landschap van 17de-eeuws Port Royal |

### Japan
| 1993 | C | Boeddhistische monumenten in het Horyu-ji-gebied |
| 1993 | C | Kasteel Himeji |
| 1993 | N | Yakushima |
| 1993 | N | Shirakami-Sanchi |
| 1994 | C | Historische monumenten van oud-Kioto (Kioto, Uji en Otsu) |
| 1995 | C | Historische dorpen van Shirakawa-go en Gokayama |
| 1996 | C | Vredesmonument van Hiroshima (Genbaku Dome) |
| 1996 | C | Itsukushima-schrijn |
| 1998 | C | Historische monumenten van oud-Nara |
| 1999 | C | Schrijnen en tempels van Nikko |
| 2000 | C | Gusuku en plaatsen van het Koninkrijk Ryukyu |
| 2004 | C | Heilige plaatsen en pelgrimsroute in het Kii-gebergte |
| 2005 | N | Shiretoko |
| 2007 | C | Zilvermijn Iwami Ginzan en zijn cultuurlandschap |
| 2011 | N | Ogasawara-eilanden |
| 2011 | C | Hiraizumi – Tempels, tuinen en archeologische sites die het boeddhistische Pure Land vertegenwoordigen                                                                 |
| 2013 | C | Fujisan, heilige plaats en bron van artistieke inspiratie |
| 2014 | C | Zijdefabriek van Tomioka en aanverwante sites |
| 2015 | C | Sites van de industriële revolutie van Japan tijdens de Meijiperiode: ijzer en staal, scheepsbouw en kolenmijnbouw                                                     |
| 2016 | C | Het architecturaal werk van Le Corbusier, een buitengewone bijdrage aan de Moderne Beweging (in Argentinië, België, Duitsland, Frankrijk, India, Japan en Zwitserland) |
| 2017 | C | Heilige eiland Okinoshima en aanverwante sites in Munakata |
| 2018 | C | Verborgen christelijke sites in de streek van Nagasaki |
| 2019 | C | Groep van kofun van Mozu-Furuichi: grafheuvels van oud-Japan |
| 2021 | N | Amami-Oshima, Tokunoshima, noordelijk deel van Okinawa en Iriomote |
| 2021 | C | Prehistorische Jomon-sites in Noord-Japan |
| 2024 | C | Goudmijnen op het eiland Sado |

### Jemen
| 1982 | C | Oude ommuurde stad Shibam                      |
| 1986 | C | Oude stad Sana'a                               |
| 1993 | C | Historische stad Zabid                         |
| 2008 | N | Socotra-archipel                               |
| 2023 | C | Bakens van het oude koninkrijk van Saba, Marib |

### Jeruzalem
| 1981 | C | Oude Stad Jeruzalem en haar stadsmuren |

### Jordanië
| 1985 | C   | Petra                                                            |
| 1985 | C   | Quseir Amra                                                      |
| 2004 | C   | Um er-Rasas (Kastrom Mefa'a)                                     |
| 2011 | C/N | Beschermde zone van Wadi Rum                                     |
| 2015 | C   | Doopsite "Bethanië aan de overzijde van de Jordaan" (Al Maghtas) |
| 2021 | C   | Salt - De plaats van tolerantie en stedelijke gastvrijheid       |
| 2021 | C   | Umm al-Jimāl                                                     |

### Kaapverdië
| 2009 | C | Cidade Velha, historisch centrum van Ribeira Grande |

### Kameroen
| 1987 | N | Wildreservaat Dja                                                              |
| 2012 | N | Sangha trinational (gedeeltelijk in de Centraal-Afrikaanse Republiek en Congo) |
| 2025 | N | Diy-Gid-Biy-cultuurlandschap van het Mandaragebergte                           |

### Kazachstan
| 2003 | C | Mausoleum van Hodja Ahmed Yasavi                                                                  |
| 2004 | C | Rotsgraveringen in het archeologisch landschap van Tamgaly                                        |
| 2008 | N | Saryarka-steppe en Meren van Noord-Kazachstan                                                     |
| 2014 | C | Zijderoute: het wegennetwerk van de Chang'an-Tiensjancorridor (gedeeltelijk in China en Kirgizië) |
| 2016 | C | Westelijke Tiensjan (gedeeltelijk in Kirgizië en Oezbekistan)                                     |
| 2023 | N | Droge winterwoestijnen van Toeran                                                                 |

### Kenia
| 1997 | N | Nationaal Park/natuurwoud Mount Kenya (uitgebreid in 2013) |
| 1997 | N | Nationale parken van het Turkanameer (uitgebreid in 2001)  |
| 2001 | C | Oude stad Lamu                                             |
| 2008 | C | Heilige Kaya-wouden van Mijikenda                          |
| 2011 | C | Fort Jesus, Mombassa                                       |
| 2011 | N | Systeem van Keniaanse meren in de Grote Riftvallei         |
| 2018 | C | Archeologische site Thimlich Ohinga                        |
| 2024 | C | De historische stad en archeologische vindplaats Gedi      |

### Kirgizië
| 2009 | C | Heilige berg Soelajman-Too |
| 2014 | C | Zijderoutes in Kirgizië: onderdeel van het wegennetwerk van de Chang'an-Tiensjancorridor (gedeeltelijk in China en Kazachstan) |
| 2016 | C | Westelijke Tiensjan (gedeeltelijk in Kazachstan en Oezbekistan)                                                                |

### Kiribati
| 2010 | N | Beschermde zone van de Phoenixeilanden |

### Kroatië
| 1979 | C | Oude stad Dubrovnik (uitgebreid in 1994)                                                               |
| 1979 | C | Historisch complex van Split met het Paleis van Diocletianus                                           |
| 1979 | N | Nationaal park Plitvicemeren (uitgebreid in 2000)                                                      |
| 1997 | C | Episcopaal complex van de Euphrasiusbasiliek in het historische centrum van Poreč                      |
| 1997 | C | Historische stad Trogir                                                                                |
| 2000 | C | Sint-Jacobuskathedraal in Šibenik                                                                      |
| 2007 | N | Oude en voorhistorische beukenbossen van de Karpaten en andere regio's van Europa                      |
| 2008 | C | Vlakte van Stari Grad                                                                                  |
| 2016 | C | Kerkhoven met middeleeuwse stećci-grafstenen (in Bosnië en Herzegovina, Kroatië, Montenegro en Servië) |
| 2017 | C | Venetiaanse verdedigingswerken van de 15e tot 17e eeuw: Stato da Terra – westelijke Stato da Mar       |

### Laos
| 1995 | C | Stad Luang Prabang                                                                 |
| 2001 | C | Wat Phou en bijbehorende oude nederzettingen in het cultuurlandschap van Champasak |
| 2019 | C | Megalithische kruikensites in Xieng Khuang – Vlakte der Kruiken                    |

### Lesotho
| 2000 | C/N | Sehlabathebe National Park, deel van het Maloti-Drakensberg Park (gedeeltelijk in Zuid-Afrika; uitgebreid in 2013) |

### Letland
| 1997 | C | Historisch centrum van Riga (Oude Stad en Nieuwe Stad)                                                                              |
| 2005 | C | Geodetische boog van Struve (in Wit-Rusland, Estland, Finland, Letland, Litouwen, Noorwegen, Moldavië, Rusland, Zweden en Oekraïne) |
| 2023 | C | Oude stad van Kuldīga |

### Libanon
| 1984 | C | Anjar                                                                                |
| 1984 | C | Baalbek                                                                              |
| 1984 | C | Byblos                                                                               |
| 1984 | C | Tyrus                                                                                |
| 1998 | C | Qadisha-vallei en het Bos van de ceders van God (Heilige Vallei en Horsh Arz el-Rab) |
| 2023 | C | Internationaal Beursterrein Rachid Karami, Tripoli                                   |

### Libië
| 1982 | C | Archeologisch Leptis Magna        |
| 1982 | C | Archeologisch Sabratha            |
| 1982 | C | Archeologisch Cyrene              |
| 1985 | C | Rotstekeningen van Tadrart Acacus |
| 1986 | C | Oude stad Ghadames                |

### Litouwen
| 1994 | C | Historisch centrum van Vilnius |
| 2000 | C | Koerse Schoorwal (gedeeltelijk in Rusland)                                                                                           |
| 2004 | C | Archeologisch Kernavė (Cultuurreservaat van Kernavė)                                                                                 |
| 2005 | C | Geodetische boog van Struve (in Wit-Rusland, Estland, Finland, Letland, Litouwen, Noorwegen, Moldavië, Rusland, Zweden en Oekraïne). |
| 2023 | C | Modernistisch Kaunas, architectuur van het optimisme (1919-1939)                                                                     |

### Luxemburg
| 1994 | C | Stad Luxemburg: oude wijken en vestingwerken |

### Madagaskar
| 1990 | N | Natuurreservaat Tsingy de Bemaraha |
| 2001 | C | Koninklijke heuvel van Ambohimanga |
| 2007 | N | Regenwouden van de Atsinanana      |

### Malawi
| 1984 | N | Nationaal park Lake Malawi     |
| 2006 | C | Rotskunst van Chongoni         |
| 2025 | C | cultuurlandschap Mount Mulanje |

### Maleisië
| 2000 | N | Nationaal park Gunung Mulu                                                    |
| 2000 | N | Park Kinabalu                                                                 |
| 2008 | C | Melaka en George Town, twee historische steden van de Straat van Malakka      |
| 2012 | C | Archeologische erfenis van de Lenggongvallei                                  |
| 2024 | C | Het archeologische erfgoed van het grottencomplex van het nationaal park Niah |
| 2025 | N | Bospark van het Maleisisch Bosonderzoeksinstituut in Selangor                 |

### Mali
| 1988 | C   | Oude steden van Djenné                  |
| 1988 | C   | Timboektoe                              |
| 1989 | C/N | Klif van Bandiagara (Land van de Dogon) |
| 2004 | C   | Tombe van Askia                         |

### Malta
| 1980 | C | Ħal Saflieni Hypogeum                                |
| 1980 | C | Stad Valletta                                        |
| 1980 | C | Megalithische tempels van Malta (uitgebreid in 1992) |

### Marokko
| 1981 | C | Medina van Fez                                                     |
| 1985 | C | Medina van Marrakesh                                               |
| 1987 | C | Kasba van Aït-Ben-Haddou                                           |
| 1996 | C | Historische stad Meknes                                            |
| 1997 | C | Archeologisch Volubilis                                            |
| 1997 | C | Medina van Tétouan (voormalig Titawin)                             |
| 2001 | C | Medina van Essaouira (voormalig Mogador)                           |
| 2004 | C | Portugese stad Mazagan (El Jadida)                                 |
| 2012 | C | Rabat, moderne hoofdstad en historische stad: een gedeelde erfenis |

### Marshalleilanden
| 2010 | C | Nucleair testgebied van het Bikini-atol |

### Mauritanië
| 1989 | N | Nationaal park Banc d'Arguin                           |
| 1996 | C | Oude Ksour van Ouadane, Chinguetti, Tichitt en Oualata |

### Mauritius
| 2006 | C | Aapravasi Ghat                |
| 2008 | C | Cultuurlandschap van Le Morne |

### Mexico
| 1987 | N                                                                     | Sian Ka'an                                                                                    |
| 1987 | C                                                                     | Precolumbiaanse stad en nationaal park Palenque                                               |
| 1987 | C                                                                     | Historisch centrum van Mexico-Stad en Xochimilco                                              |
| 1987 | C                                                                     | Precolumbiaanse stad Teotihuacán                                                              |
| 1987 | C                                                                     | Historisch centrum van Oaxaca en archeologisch Monte Albán                                    |
| 1987 | C                                                                     | Historisch centrum van Puebla                                                                 |
| 1988 | C                                                                     | Historische stad Guanajuato en aangrenzende mijnen                                            |
| 1988 | C                                                                     | Precolumbiaanse stad Chichén Itzá                                                             |
| 1991 | C                                                                     | Historisch centrum van Morelia                                                                |
| 1992 | C                                                                     | Precolumbiaanse stad El Tajín                                                                 |
| 1993 | N                                                                     | Walvisreservaat van El Vizcaino                                                               |
| 1993 | C                                                                     | Historisch centrum van Zacatecas                                                              |
| 1993 | C                                                                     | Rotstekeningen van de Sierra de San Francisco                                                 |
| 1994 | C                                                                     | Vroeg-16e-eeuwse kloosters op de hellingen van de Popocatépetl (uitgebreid in 2021)           |
| 1996 | C                                                                     | Precolumbiaanse stad Uxmal                                                                    |
| 1996 | C                                                                     | Historische monumentenzone van Querétaro                                                      |
| 1997 | C                                                                     | Hospicio Cabañas, Guadalajara                                                                 |
| 1998 | C                                                                     | Historische monumentenzone van Tlacotalpan                                                    |
| 1998 | C                                                                     | Archeologische zone van Paquimé, Casas Grandes                                                |
| 1999 | C                                                                     | Historische versterkte stad Campeche                                                          |
| 1999 | C                                                                     | Archeologische monumentenzone van Xochicalco                                                  |
| 2002 | C                                                                     | Oude Mayastad en beschermde tropische regenwouden van Calakmul, Campeche (uitgebreid in 2014) |
| 2003 | C                                                                     | Franciscaanse missieposten in de Sierra Gorda van Queretaro                                   |
| 2004 | C                                                                     | Luis Barragán-huis en studio                                                                  |
| 2005 | N                                                                     | Eilanden en beschermde gebieden in de Golf van Californië (uitgebreid in 2007)                |
| 2006 | C                                                                     | Agavelandschap en oude industriële faciliteiten van Tequila                                   |
| 2007 | C                                                                     | Centrale Universiteitsstadscampus van de Nationale Autonome Universiteit van Mexico           |
| 2008 | C                                                                     | Beschermde stad San Miguel en het Heiligdom van Jesús de Nazareno de Atotonilco               |
| 2008 | N                                                                     | Biosfeerreservaat van de monarchvlinder                                                       |
| 2010 | C                                                                     | El Camino Real de Tierra Adentro                                                              |
| 2010 | C                                                                     | Prehistorische grotten van Yagul en Mitla in het centrum van de Oaxacavallei                  |
| 2013 | N                                                                     | Biosfeerreservaat El Pinacate y Gran Desierto de Altar                                        |
| 2015 | C                                                                     | Hydraulisch systeem van het aquaduct van Padre Tembleque                                      |
| 2016 | N                                                                     | Revillagigedoarchipel                                                                         |
| 2018 | C/N                                                                   | Tehuacán-Cuicatlánvallei: oorspronkelijke habitat van Mesoamerika                             |
| 2025 | C\|Wixárikaroute langs heiligdommen naar Wirikuta (Tatehuarí Huajuyé) |                                                                                               |

### Micronesia
| 2016 | C | Nan Madol: ceremonieel centrum van Oost-Micronesia |

### Moldavië
| 2005 | C | Geodetische boog van Struve (in Wit-Rusland, Estland, Finland, Letland, Litouwen, Noorwegen, Moldavië, Rusland, Zweden en Oekraïne) |

### Mongolië
| 2003 | N | Uvs Nuur-bekken (gedeeltelijk in Rusland)                      |
| 2004 | C | Cultuurlandschap van de Orhonvallei                            |
| 2011 | C | Gehelen van petrogliefen van de Mongoolse Altaj                |
| 2015 | C | Grote Burkhan Khaldunberg en het omliggende heilige landschap  |
| 2017 | N | Landschappen van Daurië (gedeeltelijk in Rusland)              |
| 2023 | C | Stenen hertenmonumenten en gerelateerde sites uit de Bronstijd |

### Montenegro
| 1979 | C | Natuurlijke en cultuurhistorische omgeving van Kotor                                                   |
| 1980 | N | Nationaal park Durmitor (uitgebreid in 2005)                                                           |
| 2016 | C | Kerkhoven met middeleeuwse stećci-grafstenen (in Bosnië en Herzegovina, Kroatië, Montenegro en Servië) |
| 2017 | C | Venetiaanse verdedigingswerken van de 15e tot 17e eeuw: Stato da Terra – westelijke Stato da Mar       |

### Mozambique
| 1991 | C | Ilha de Moçambique |

### Myanmar
| 2014 | C | Oude Pyu-steden |
| 2019 | C | Pagan           |

### Namibië
| 2007 | C | Twyfelfontein of /Ui-//aes |
| 2013 | N | Zandzee van de Namib       |

### Nederland
| 1995 | C | Schokland en omgeving                                                                |
| 1996 | C | Nederlandse waterverdedigingslinie (uitgebreid in 2021)                              |
| 1997 | C | Molens bij Kinderdijk/Elshout                                                        |
| 1997 | C | Historisch gebied van Willemstad, binnenstad en haven, Curaçao                       |
| 1998 | C | Ir. D.F. Woudagemaal                                                                 |
| 1999 | C | Droogmakerij de Beemster                                                             |
| 2000 | C | Rietveld Schröderhuis                                                                |
| 2009 | N | Waddenzee (gedeeltelijk in Denemarken en Duitsland; uitgebreid in 2014)              |
| 2010 | C | Zeventiende-eeuwse grachtengordel van Amsterdam binnen de Singelgracht               |
| 2014 | C | Van Nellefabriek                                                                     |
| 2021 | C | Koloniën van Weldadigheid (in België en Nederland)                                   |
| 2021 | C | Grenzen van het Romeinse Rijk - De Neder-Germaanse limes (in Duitsland en Nederland) |
| 2023 | C | Koninklijk Eise Eisinga Planetarium                                                  |

### Nepal
| 1979 | N | Nationaal park Sagarmatha                      |
| 1979 | C | Kathmandu-vallei                               |
| 1984 | N | Nationaal Park Chitwan                         |
| 1997 | C | Lumbini, de geboorteplaats van Gautama Boeddha |

### Nicaragua
| 2000 | C | Ruïnes van León Viejo |
| 2011 | C | Kathedraal van León   |

### Nieuw-Zeeland
| 1986 | N   | Te Wahipounamu; Zuidwest-Nieuw-Zeeland (in 1990 groepering van de in 1986 erkende parken Westland, Mount Cook en Fiordland met het in 1990 erkende Nationaal park Mount Aspiring) |
| 1990 | C/N | Nationaal park Tongariro (uitgebreid in 1993) |
| 1998 | N   | Nieuw-Zeelandse Sub-Antarctische eilanden |

### Niger
| 1991 | N | Natuurreservaten Aïr en Ténéré                                                                            |
| 1996 | N | Complex W-Arly-Pendjari (in Benin, Burkina Faso en Niger) (uitgebreid naar Benin en Burkina Faso in 2017) |
| 2013 | C | Historisch centrum van Agadez                                                                             |

### Nigeria
| 1999 | C | Cultuurlandschap Sukur     |
| 2005 | C | Heilig Bos van Osun-Osogbo |

### Noord-Korea
| 2004 | C   | Complex van Koguryo-graven                 |
| 2013 | C   | Historische monumenten en sites in Kaesŏng |
| 2025 | C/N | Kumgangsan, diamantberg van de zee         |

### Noord-Macedonië
| 1979 | C/N | Natuurlijk en cultureel erfgoed van de regio Ohrid (gedeeltelijk in Albanië) (uitgebreid in 1980 en naar Albanië in 2019) |
| 2007 | N   | Oude en voorhistorische beukenbossen van de Karpaten en andere regio's van Europa                                         |

### Noorwegen
| 1979 | C | Staafkerk van Urnes |
| 1979 | C | Bryggen |
| 1980 | C | Mijnstad Røros en de omgeving (uitgebreid in 2010)                                                                                  |
| 1985 | C | Rotskunst van Alta |
| 2004 | C | Vega-archipel |
| 2005 | N | West-Noorse fjorden: Geirangerfjord en Nærøyfjord                                                                                   |
| 2005 | C | Geodetische boog van Struve (in Wit-Rusland, Estland, Finland, Letland, Litouwen, Noorwegen, Moldavië, Rusland, Zweden en Oekraïne) |
| 2015 | C | Industriële erfgoedsite Rjukan-Notodden                                                                                             |

### Oeganda
| 1994 | N | Nationaal park Bwindi Impenetrable Forest                            |
| 1994 | N | Nationaal park Rwenzori Mountains                                    |
| 2001 | C | Graftomben van koningen van Boeganda in Kasubi, de Tombes van Kasubi |

### Oekraïne
| 1990 | C | Kiev: Sint-Sophiakathedraal en bijbehorende kloostergebouwen, Kiev-Petsjersk Lavra                                                  |
| 1998 | C | L'viv – ensemble van het historische centrum                                                                                        |
| 2005 | C | Geodetische boog van Struve (in Wit-Rusland, Estland, Finland, Letland, Litouwen, Noorwegen, Moldavië, Rusland, Zweden en Oekraïne) |
| 2007 | N | Oude en voorhistorische beukenbossen van de Karpaten en andere regio's van Europa                                                   |
| 2011 | C | Tsjernivtsi: Residentie van Bukovinische en Dalmatische metropolieten                                                               |
| 2013 | C | Houten tserkva's van de Karpaten in Polen en Oekraïne (gedeeltelijk in Polen)                                                       |
| 2013 | C | Oude stad Taurisch Chersonesos en zijn chora                                                                                        |
| 2023 | C | Historische centrum van Odessa |

### Oezbekistan
| 1990 | C | Itchan Kala                                                  |
| 1993 | C | Historische centrum van Buchara                              |
| 2000 | C | Historische centrum van Sachrisabz                           |
| 2001 | C | Samarkand, kruispunt van culturen                            |
| 2016 | C | Westelijke Tiensjan (gedeeltelijk in Kazachstan en Kirgizië) |

### Oman
| 1987 | C | Fort Bahla                                      |
| 1988 | C | Archeologische plaatsen Bat, Al-Khutm en Al-Ayn |
| 1996 | N | Arabisch Oryx-heiligdom (geschrapt in 2007)     |
| 2000 | C | Land van de Olibanum                            |
| 2006 | C | Aflaj-irrigatiesystemen van Oman                |
| 2018 | C | Oude stad Qalhat                                |

### Oostenrijk
| 1996 | C | Historisch centrum van de stad Salzburg                                                                                |
| 1996 | C | Paleis en tuinen van Schönbrunn                                                                                        |
| 1997 | C | Cultuurlandschap Hallstatt-Dachstein/Salzkammergut                                                                     |
| 1998 | C | Semmeringspoorlijn |
| 1999 | C | Stad Graz – historisch centrum en Slot Eggenberg (uitgebreid in 2010)                                                  |
| 2000 | C | Cultuurlandschap Wachau                                                                                                |
| 2001 | C | Historisch centrum van Wenen                                                                                           |
| 2001 | C | Cultuurlandschap Fertö/Neusiedlermeer (gedeeltelijk in Hongarije)                                                      |
| 2007 | N | Oude en voorhistorische beukenbossen van de Karpaten en andere regio's van Europa                                      |
| 2011 | C | Prehistorische paalwoningen in de Alpen (gedeeltelijk in Duitsland, Frankrijk, Italië, Slovenië en Zwitserland)        |
| 2021 | C | Historische kuuroorden van Europa (in België, Frankrijk, Duitsland, Tsjechië, Italië, Oostenrijk, Verenigd Koninkrijk) |
| 2021 | C | Grenzen van het Romeinse Rijk - De Donaulimes (Westelijk gedeelte) (in Duitsland, Oostenrijk en Slowakije)             |

### Pakistan
| 1980 | C | Archeologische ruïnes van Moenjodaro                                                 |
| 1980 | C | Taxila                                                                               |
| 1980 | C | Boeddhistische ruïnes van Takht-i-Bahi en aangrenzende stadsresten van Sahr-i-Bahlol |
| 1981 | C | Historische monumenten te Makli, Thatta                                              |
| 1981 | C | Fort en Shalamartuinen in Lahore                                                     |
| 1997 | C | Fort Rohtas                                                                          |

### Palau
| 2012 | C/N | Zuidelijke Lagune van de Rock Islands |

### Palestina
| 2012 | C | Geboorteplaats van Jezus: Geboortekerk en de pelgrimsroute, Bethlehem                         |
| 2014 | C | Palestina: land van olijven en wijngaarden – Cultuurlandschap van zuidelijk Jeruzalem, Battir |
| 2017 | C | Oude stad van Hebron                                                                          |
| 2023 | C | oud-Jericho / Tell es-Sultan                                                                  |
| 2024 | C | Klooster van Sint-Hilarion / Tell Umm Amer                                                    |

### Panama
| 1980 | C | Vestingwerken aan de Caraïbische zijde van Panama: Portobelo-San Lorenzo                                          |
| 1981 | N | Nationaal Park Darién                                                                                             |
| 1983 | N | Talamanca Range-La Amistad reservaat / Nationaal park La Amistad (gedeeltelijk in Costa Rica; uitgebreid in 1990) |
| 1997 | C | Archeologisch Panamá Viejo en historisch district van Panama-Stad (uitgebreid in 2003)                            |
| 2005 | N | Nationaal Park Coiba en beschermde maritieme zone                                                                 |
| 2025 | C | koloniale route door de landengte van Panama                                                                      |

### Papoea-Nieuw-Guinea
| 2008 | C | Vroege landbouwgebied van Kuk |

### Paraguay
| 1993 | C | Jezuïetenmissies van La Santísima Trinidad de Paraná en Jesús de Tavarangue |

### Peru
| 1983 | C   | Stad Cuzco                                                                                     |
| 1983 | C/N | Historisch heiligdom van Machu Picchu                                                          |
| 1985 | C   | Archeologisch Chavin                                                                           |
| 1985 | N   | Nationaal park Huascarán                                                                       |
| 1986 | C   | Archeologische zone Chan Chan                                                                  |
| 1987 | N   | Nationaal park Manú                                                                            |
| 1988 | C   | Historisch centrum van Lima (uitgebreid in 1991)                                               |
| 1990 | C/N | Nationaal park Rio Abiseo (uitgebreid in 1992)                                                 |
| 1994 | C   | Lijnen en geogliefen van Nazca en Palpa                                                        |
| 2000 | C   | Historisch centrum van de stad Arequipa                                                        |
| 2009 | C   | Heilige stad Caral-Supe                                                                        |
| 2014 | C   | Qhapac Ñan, wegennetwerk van de Andes (in Argentinië, Bolivia, Chili, Colombia, Ecuador, Peru) |
| 2021 | C   | Archeoastronomisch complex Chankillo                                                           |

### Polen
| 1978 | C | Historisch centrum van Krakau (Kraków)                                                            |
| 1978 | C | Koninklijke Wieliczka- en Bochnia-zoutmijnen (uitgebreid in 2008 en 2013)                         |
| 1979 | C | Auschwitz-Birkenau: Duits naziconcentratie- en vernietigingskamp (1940-1945)                      |
| 1979 | N | Woud van Białowieża (gedeeltelijk in Wit-Rusland, uitgebreid in 1992 en 2014)                     |
| 1980 | C | Historisch centrum van Warschau                                                                   |
| 1992 | C | Oude stad Zamość                                                                                  |
| 1997 | C | Middeleeuwse stad Toruń                                                                           |
| 1997 | C | Kasteel van de Duitse ridderorde in Malbork                                                       |
| 1999 | C | Kalwaria Zebrzydowska: het maniëristisch architectuur- en parklandschapscomplex en bedevaartspark |
| 2001 | C | Vredeskerken in Jawor en Świdnica                                                                 |
| 2003 | C | Houten kerken van zuidelijk Małopolska                                                            |
| 2004 | C | Muskauer Park / Park Muzakowski (gedeeltelijk in Duitsland)                                       |
| 2006 | C | Hala Stulecia in Wrocław                                                                          |
| 2007 | N | Oude en voorhistorische beukenbossen van de Karpaten en andere regio's van Europa                 |
| 2013 | C | Houten tserkva's van de Karpaten in Polen en Oekraïne (gedeeltelijk in Oekraïne)                  |
| 2017 | C | Lood-zilver-zinkmijn van Tarnowskie Góry en haar ondergronds waterbeheersysteem                   |
| 2019 | C | Prehistorische mijnstreek van gestreepte vuursteen van Krzemionki                                 |

### Portugal
| 1983 | C | Stadscentrum van Angra do Heroísmo op de Azoren                                                                           |
| 1983 | C | Hiëronymietenklooster en toren van Belém in Lissabon                                                                      |
| 1983 | C | Klooster van Batalha |
| 1983 | C | Convent van Christus in Tomar                                                                                             |
| 1986 | C | Historisch centrum van Évora                                                                                              |
| 1989 | C | Klooster van Alcobaça |
| 1995 | C | Cultuurlandschap van Sintra                                                                                               |
| 1996 | C | Historisch centrum van Porto, Luis I-brug en Serra do Pilar-klooster                                                      |
| 1998 | C | Vindplaatsen van prehistorische rotskunst in de Coa Vallei en de Siega Verde (gedeeltelijk in Spanje; uitgebreid in 2010) |
| 1999 | N | Laurisilva van Madeira |
| 2001 | C | Wijnstreek Alto Douro |
| 2001 | C | Historisch centrum van Guimarães                                                                                          |
| 2004 | C | Landschap van de wijncultuur op het eiland Pico                                                                           |
| 2012 | C | Grensgarnizoenstad Elvas en haar versterkingswerken                                                                       |
| 2013 | C | Universiteit van Coimbra – Alta en Sofia                                                                                  |
| 2019 | C | Koninklijk gebouw van Mafra: paleis, basiliek, klooster, Cercotuin en jachtpark (Tapada)                                  |
| 2019 | C | Bom Jesus do Monte-heiligdom in Braga                                                                                     |

### Qatar
| 2013 | C | Archeologische site van Al Zubarah |

### Roemenië
| 1991 | N | Donaudelta                                                                        |
| 1993 | C | Kerken in Moldavië (uitgebreid in 2010)                                           |
| 1993 | C | Klooster van Horezu                                                               |
| 1993 | C | Dorpen met weerkerken in Transsylvanië (uitgebreid in 1999)                       |
| 1999 | C | Dacische forten van het Orăştiegebergte                                           |
| 1999 | C | Historisch centrum van Sighişoara                                                 |
| 1999 | C | Houten kerken in Maramureş                                                        |
| 2007 | N | Oude en voorhistorische beukenbossen van de Karpaten en andere regio's van Europa |
| 2021 | C | Mijnlandschap van Roșia Montană                                                   |
| 2024 | C | Monumentaal ensemble van Constantin Brâncusi in Târgu Jiu                         |
| 2024 | C | Grenzen van het Romeinse Rijk - Dacië, Roemenië                                   |

### Rusland
| 1990 | C | Historisch centrum van Sint-Petersburg en bijbehorende groepen van monumenten                                                       |
| 1990 | C | Kizji Pogost |
| 1990 | C | Kremlin en Rode Plein, Moskou |
| 1992 | C | Historische monumenten van Novgorod en omgeving                                                                                     |
| 1992 | C | Cultureel en historisch ensemble van de Solovetski-eilanden                                                                         |
| 1992 | C | Witte monumenten van Vladimir en Soezdal                                                                                            |
| 1993 | C | Architectonisch ensemble van de Troitse-Sergieva Lavra in Sergiev Posad                                                             |
| 1994 | C | Hemelvaartskerk van Kolomenskoje |
| 1995 | N | Maagdelijke Komiwouden |
| 1996 | N | Baikalmeer |
| 1996 | N | Vulkanen van Kamtsjatka (uitgebreid in 2001)                                                                                        |
| 1998 | N | Gouden bergen van Altaj |
| 1999 | N | Westelijke Kaukasus |
| 2000 | C | Ensemble van het Ferapontovklooster                                                                                                 |
| 2000 | C | Historisch en architectonisch complex van het Kremlin van Kazan                                                                     |
| 2000 | C | Koerse Schoorwal (gedeeltelijk in Litouwen)                                                                                         |
| 2001 | N | Bergketen Sichote-Alin (in 2018 uitgebreid met het Bikindal)                                                                        |
| 2003 | C | Citadel, oude stad en vestingwerken van Derbent                                                                                     |
| 2003 | N | Uvs Nuurbekken (gedeeltelijk in Mongolië)                                                                                           |
| 2004 | N | Natuurlijk systeem van het eilandreservaat Wrangel                                                                                  |
| 2004 | C | Ensemble van het Novodevitsjiklooster                                                                                               |
| 2005 | C | Historisch centrum van de stad Jaroslavl                                                                                            |
| 2005 | C | Geodetische boog van Struve (in Wit-Rusland, Estland, Finland, Letland, Litouwen, Noorwegen, Moldavië, Rusland, Zweden en Oekraïne) |
| 2010 | N | Poetoranahoogvlakte |
| 2012 | N | Natuurpark van de zuilen van de Lena                                                                                                |
| 2014 | C | Historisch en archeologisch complex van Boelgar                                                                                     |
| 2017 | N | Landschappen van Daurië (gedeeltelijk in Mongolië)                                                                                  |
| 2017 | C | Hemelvaartkathedraal en -klooster van het dorpseiland Svijasjk                                                                      |
| 2019 | C | Kerken van de architectuurschool van Pskov                                                                                          |
| 2021 | C | Petrogliefen van het Onegameer en de Witte Zee                                                                                      |
| 2023 | C | Astronomische observatoria van de Federale Universiteit van Kazan                                                                   |
| 2024 | C | Cultuurlandschap van het Kenozeromeer                                                                                               |
| 2025 | C | Rotstekeningen van de Sjoelgan-Tasjgrot                                                                                             |

### Rwanda
| 2023 | C | Herdenkingssites van de Rwandese genocide: Nyamata, Murambi, Gisozi en Bisesero |
| 2023 | N | Nationaal park Nyungwe Forest                                                   |

### Salomonseilanden
| 1998 | N | East Rennell |

### Saint Kitts en Nevis
| 1999 | C | Nationaal park Brimstone Hill Fortress |

### Saint Lucia
| 2004 | N | Pitons managementgebied |

### San Marino
| 2008 | C | Historisch centrum van San Marino en Monte Titano |

### Saoedi-Arabië
| 2008 | C | Archeologische Hegra (Madain Saleh)                       |
| 2010 | C | At-Turaif District in ad-Dir'iyah                         |
| 2014 | C | Historisch Djedda, de poort tot Mekka                     |
| 2015 | C | Rotskunst in de streek van Hail in Saoedi-Arabië          |
| 2018 | C | Al-Ahsa-oase, een evoluerend cultuurlandschap             |
| 2021 | C | Cultuurgebied van Hima                                    |
| 2023 | N | ‘Uruq Bani Ma’arid                                        |
| 2024 | C | Het cultuurlandschap van het archeologische gebied al-Faw |

### Senegal
| 1978 | C | Eiland Gorée                                                         |
| 1981 | N | Nationaal vogelreservaat Djoudj                                      |
| 1981 | N | Nationaal park Niokolo Koba                                          |
| 2000 | C | Eiland Saint Louis (uitgebreid in 2007)                              |
| 2006 | C | Steencirkels van Senegambia (gedeeltelijk in Gambia)                 |
| 2011 | C | Saloumdelta                                                          |
| 2012 | C | Bassariland: cultuurlandschappen van de Bassari, de Fula en de Bedik |

### Servië
| 1979 | C | Stari Ras en Sopocani                                                                                  |
| 1986 | C | Studenicaklooster                                                                                      |
| 2004 | C | Middeleeuwse monumenten in Kosovo (uitgebreid in 2006)                                                 |
| 2007 | C | Gamzigrad-Romuliana, paleis van Galerius                                                               |
| 2007 | N | Oude en voorhistorische beukenbossen van de Karpaten en andere regio's van Europa                      |
| 2016 | C | Kerkhoven met middeleeuwse stećci-grafstenen (in Bosnië en Herzegovina, Kroatië, Montenegro en Servië) |

### Seychellen
| 1982 | N | Atol Aldabra                  |
| 1983 | N | Natuurreservaat Vallée de Mai |

### Sierra Leone
| 2025 | N | Gola-Tiwai Complex |

### Singapore
| 2015 | C | Botanische tuin van Singapore |

### Slovenië
| 1986 | N | Grotten van Škocjan                                                                                               |
| 2007 | N | Oude en voorhistorische beukenbossen van de Karpaten en andere regio's van Europa                                 |
| 2011 | C | Prehistorische paalwoningen in de Alpen (gedeeltelijk in Duitsland, Frankrijk, Italië, Oostenrijk en Zwitserland) |
| 2012 | C | Erfgoed van kwik. Almadén en Idrija (gedeeltelijk in Spanje)                                                      |
| 2021 | C | De werken van Jože Plečnik in Ljubljana – Mensgerichte stadsplanning                                              |

### Slowakije
| 1993 | C | Vlkolínec                                                                                                  |
| 1993 | C | Historische stad Banská Štiavnica en de technische monumenten in de omgeving                               |
| 1993 | C | Levoča, Spišský hrad en bijbehorende cultuurmonumenten (uitgebreid in 2009)                                |
| 1995 | N | Grotten van de Aggtelek Karst en Slowaakse Karst (gedeeltelijk in Hongarije; uitgebreid in 2000)           |
| 2000 | C | Beschermd stadsgebied van Bardejov                                                                         |
| 2007 | N | Oude en voorhistorische beukenbossen van de Karpaten en andere regio's van Europa                          |
| 2008 | C | Houten kerken van de Slowaakse Karpaten                                                                    |
| 2021 | C | Grenzen van het Romeinse Rijk - De Donaulimes (Westelijk gedeelte) (in Duitsland, Oostenrijk en Slowakije) |

### Soedan
| 2003 | C | Gekel Barkal en de gebieden van de Napata-regio                                            |
| 2011 | C | Archeologische sites van het eiland Meroë                                                  |
| 2016 | N | Nationaal zeereservaat Sanganeb en Nationaal zeereservaat Dungonab-baai en Mukkawar-eiland |

### Spanje
| 1984 | C   | Historisch centrum van Córdoba (uitgebreid in 1994)                                                                         |
| 1984 | C   | Alhambra, Generalife en Albaicín, Granada (uitgebreid in 1994)                                                              |
| 1984 | C   | Kathedraal van Burgos |
| 1984 | C   | Klooster en plaats van het Escorial, Madrid                                                                                 |
| 1984 | C   | Werken van Antoni Gaudí (uitgebreid in 2005)                                                                                |
| 1985 | C   | Grot van Altamira en de paleolithische grotkunst van Noord-Spanje (uitgebreid in 2008)                                      |
| 1985 | C   | Oude stad Segovia en aquaduct                                                                                               |
| 1985 | C   | Monumenten van Oviedo en het Koninkrijk Asturië (uitgebreid in 1998)                                                        |
| 1985 | C   | Santiago de Compostella (oude stad)                                                                                         |
| 1985 | C   | Oude stad Ávila met de Kerken buiten de Muren (uitgebreid in 2007)                                                          |
| 1986 | C   | Mudejar-architectuur van Aragón (uitgebreid in 2001)                                                                        |
| 1986 | C   | Historische stad Toledo |
| 1986 | N   | Nationaal park Garajonay |
| 1986 | C   | Oude stad Cáceres |
| 1987 | C   | Kathedraal, Alcázar en het Archivo General de Indias in Sevilla                                                             |
| 1988 | C   | Oude stad Salamanca |
| 1991 | C   | Klooster van Poblet |
| 1993 | C   | Archeologisch ensemble van Mérida                                                                                           |
| 1993 | C   | Koninklijk klooster van Santa Maria de Guadalupe                                                                            |
| 1993 | C   | Pelgrimsroute naar Santiago de Compostella                                                                                  |
| 1994 | N   | Nationaal park Doñana (uitgebreid in 2005)                                                                                  |
| 1996 | C   | Historische ommuurde stad Cuenca                                                                                            |
| 1996 | C   | La Lonja de la Seda van Valencia                                                                                            |
| 1997 | C   | Las Médulas |
| 1997 | C   | Palau de la Música Catalana en Hospital de Sant Pau, Barcelona                                                              |
| 1997 | C   | Kloosters van San Millán Yuso en Suso                                                                                       |
| 1997 | C/N | Pyrénées-Mont Perdu (gedeeltelijk in Frankrijk; uitgebreid in 1999)                                                         |
| 1998 | C   | Universiteit en Historische Parochie van Alcalá de Henares                                                                  |
| 1998 | C   | Vindplaatsen van prehistorische rotskunst in de Coa Vallei en de Siega Verde (gedeeltelijk in Portugal; uitgebreid in 2010) |
| 1998 | C   | Rotskunst van het Middellandse Zeebekken op het Iberisch Schiereiland                                                       |
| 1999 | C/N | Ibiza, biodiversiteit en cultuur                                                                                            |
| 1999 | C   | San Cristóbal de La Laguna                                                                                                  |
| 2000 | C   | Archeologisch ensemble van Tarraco                                                                                          |
| 2000 | C   | Palmeral van Elche |
| 2000 | C   | Romeinse muur van Lugo |
| 2000 | C   | Catalaanse romaanse kerken van de Vall de Boí                                                                               |
| 2000 | C   | Archeologisch Atapuerca |
| 2001 | C   | Cultuurlandschap van Aranjuez                                                                                               |
| 2003 | C   | Monumentale renaissance-ensembles van Úbeda en Baeza                                                                        |
| 2006 | C   | Vizcayabrug |
| 2007 | N   | Nationaal park El Teide |
| 2007 | N   | Oude en voorhistorische beukenbossen van de Karpaten en andere regio's van Europa                                           |
| 2009 | C   | Herculestoren |
| 2011 | C   | Cultuurlandschap van de Serra de Tramuntana                                                                                 |
| 2012 | C   | Erfgoed van kwik. Almadén en Idrija (gedeeltelijk in Slovenië)                                                              |
| 2016 | C   | Dolmens van Antequera |
| 2018 | C   | Kalifaatstad Medina Azahara                                                                                                 |
| 2019 | C   | Cultuurlandschap van de Risco Caído en de heilige bergen van Gran Canaria                                                   |
| 2021 | C   | Paseo del Prado en Buen Retiro, een landschap van kunst en wetenschap                                                       |
| 2023 | C   | Prehistorische sites van talayotisch Menorca                                                                                |

### Sri Lanka
| 1982 | C | Heilige stad Anuradhapura         |
| 1982 | C | Oude stad Polonnaruwa             |
| 1982 | C | Oude stad Sigiriya                |
| 1988 | N | Woudreservaat Sinharaja           |
| 1988 | C | Heilige stad Kandy                |
| 1988 | C | Oude stad Galle en vestingwerken  |
| 1991 | C | Gouden tempel van Dambulla        |
| 2010 | N | Centrale hooglanden van Sri Lanka |

### Suriname
| 2000 | N | Centraal Suriname Natuurreservaat     |
| 2002 | C | Historische binnenstad van Paramaribo |
| 2023 | C | Jodensavanne                          |

### Syrië
| 1979 | C | Oude stad Damascus                        |
| 1980 | C | Oude stad Bosra                           |
| 1980 | C | Ruïnes van Palmyra                        |
| 1986 | C | Oude stad Aleppo                          |
| 2006 | C | Krak des Chevaliers en Qalat Salah El-Din |
| 2011 | C | Oude dorpen van Noord-Syrië               |

### Tadzjikistan
| 2010 | C | Proto-stedelijk Sarazm                               |
| 2013 | N | Nationaal Park Tadzjikistan (Bergen van de Pamir)    |
| 2023 | C | de Zarafshan-Karakum Corridor van de Zijderoute      |
| 2023 | N | Tugai-wouden van het Tigrovaya Balka-natuurreservaat |
| 2025 | C | Khuttal                                              |

### Tanzania
| 1979 | C/N | Beschermd gebied van Ngorongoro (uitgebreid in 2010) |
| 1981 | C   | Ruïnes van Kilwa Kisiwani en ruïnes van Songo Mnara  |
| 1981 | N   | Nationaal park Serengeti                             |
| 1982 | N   | Wildreservaat Selous                                 |
| 1987 | N   | Kilimanjaro Nationaal Park                           |
| 2000 | C   | Stone Town van Zanzibar                              |
| 2006 | C   | Rotsschilderingen van Kondoa                         |

### Thailand
| 1991 | C | Historische stad Sukhothai en daarmee verbonden historische steden             |
| 1991 | C | Historische stad Ayutthaya                                                     |
| 1991 | N | Wildpark Thungyai Huai Kha Khaeng                                              |
| 1992 | C | Archeologisch Ban Chiang                                                       |
| 2005 | N | Dong Phayayen-Khao Yai wouden                                                  |
| 2021 | N | Woudcomplex van Kaeng Krachan                                                  |
| 2023 | C | Oude stad van Si Thep en bijbehorende Dvaravati-monumenten                     |
| 2024 | C | Phu Phrabat, een getuigenis van de Sīma-steentraditie uit de Dvaravati-periode |

### Togo
| 2004 | C | Koutammakou, het land van de Batammariba |

### Tsjaad
| 2012 | C   | Meren van Ounianga                         |
| 2016 | C/N | Ennedimassief: natuur- en cultuurlandschap |

### Tsjechië
| 1992 | C | Historisch centrum van Praag                                                                                           |
| 1992 | C | Historisch centrum van Český Krumlov                                                                                   |
| 1992 | C | Historisch centrum van Telč                                                                                            |
| 1994 | C | Bedevaartskerk van Sint-Johannes van Nepomuk in Zelená Hora                                                            |
| 1995 | C | Kutná Hora: historisch stadscentrum met Sint-Barbarakerk en Onze-Lieve-Vrouwekathedraal in Sedlec                      |
| 1996 | C | Cultuurlandschap van Lednice-Valtice                                                                                   |
| 1998 | C | Historisch dorp Holašovice                                                                                             |
| 1998 | C | Tuinen en kasteel van Kroměříž                                                                                         |
| 1999 | C | Kasteel van Litomyšl                                                                                                   |
| 2000 | C | Zuil van de Heilige Drie-eenheid in Olomouc                                                                            |
| 2001 | C | Villa Tugendhat in Brno                                                                                                |
| 2003 | C | Joodse wijk en Sint-Procopiusbasiliek in Třebíč                                                                        |
| 2007 | N | Oude en voorhistorische beukenbossen van de Karpaten en andere regio's van Europa                                      |
| 2019 | C | Mijnstreek Erzgebirge/Krušnohoří (gedeeltelijk in Duitsland)                                                           |
| 2019 | C | Landschap voor het fokken en het africhten van ceremoniële koetspaarden in Kladruby nad Labem                          |
| 2021 | C | Historische kuuroorden van Europa (in België, Frankrijk, Duitsland, Tsjechië, Italië, Oostenrijk, Verenigd Koninkrijk) |
| 2023 | C | Žatec en het Saaz-hoplandschap                                                                                         |

### Tunesië
| 1979 | C | Amfitheater van El Djem                                        |
| 1979 | C | Carthago                                                       |
| 1979 | C | Medina van Tunis                                               |
| 1980 | N | Nationaal park Ichkeul                                         |
| 1985 | C | Punische stad Kerkuane en haar necropolis (uitgebreid in 1986) |
| 1988 | C | Medina van Sousse                                              |
| 1988 | C | Kairouan                                                       |
| 1997 | C | Dougga/Thugga                                                  |
| 2023 | C | Djerba, getuigen van een nederzettingenpatroon op een eiland   |

### Turkije
| 1985 | C   | Historische gebieden van Istanboel                                   |
| 1985 | C/N | Nationaal park Göreme en de rotsen van Cappadocië                    |
| 1985 | C   | Grote Moskee en Hospitaal van Divrigi                                |
| 1986 | C   | Hattusha, hoofdstad van de Hittieten                                 |
| 1987 | C   | Nemrut Dagi                                                          |
| 1988 | C   | Xanthos-Letoon                                                       |
| 1988 | C/N | Hierapolis en Pamukkale                                              |
| 1994 | C   | Safranbolu                                                           |
| 1998 | C   | Archeologisch Troje                                                  |
| 2011 | C   | Selimiyemoskee en zijn sociaal complex                               |
| 2012 | C   | Neolithische site van Çatalhöyük                                     |
| 2014 | C   | Bursa en Cumalıkızık: de geboorte van het Ottomaanse Rijk            |
| 2014 | C   | Pergamon en zijn veelgelaagde cultuurlandschap                       |
| 2015 | C   | Cultuurlandschap van het Fort van Diyarbakır en de tuinen van Hevsel |
| 2015 | C   | Efeze                                                                |
| 2016 | C   | Archeologische site van Ani                                          |
| 2017 | C   | Aphrodisias                                                          |
| 2018 | C   | Göbekli Tepe                                                         |
| 2021 | C   | Tell van Arslantepe                                                  |
| 2023 | C   | Gordion                                                              |
| 2023 | C   | Houten moskeeën van middeleeuws Anatolië                             |
| 2025 | C   | Sardis en de Lydische tumuli van Bin Tepe                            |

### Turkmenistan
| 1999 | C | Historisch en cultureel nationaal park "Oud Merv" |
| 2005 | C | Kunya-Urgench                                     |
| 2007 | C | Forten van de Parthen in Nisa                     |
| 2023 | C | de Zarafshan-Karakum Corridor van de Zijderoute   |
| 2023 | N | Droge winterwoestijnen van Toeran                 |

### Uruguay
| 1995 | C | Historische wijk van Colonia del Sacramento              |
| 2015 | C | Cultureel-industrieel landschap van Fray Bentos          |
| 2021 | C | Het werk van ingenieur Eladio Dieste: kerk van Atlántida |

### Vanuatu
| 2008 | C | Domein van Chief Roi Mata |

### Vaticaanstad
| 1980 | C | Historisch centrum van Rome, de bezittingen van de Heilige Stoel in die stad met speciale territoriale rechten en Sint-Paulus buiten de Muren (uitgebreid in 1990, gedeeltelijk in Italië) |
| 1984 | C | Vaticaanstad |

### Venezuela
| 1993 | C | Coro met zijn haven             |
| 1994 | N | Nationaal park Canaima          |
| 2000 | C | Ciudad Universitaria de Caracas |

### Verenigde Arabische Emiraten
| 2011 | C | Culturele sites van Al Ain (Hafit, Hili, Bidaa Bint Saud en oasegebieden) |
| 2025 | C | Paleolandschap Faya                                                       |

### Verenigd Koninkrijk
| 1986 | N   | Giant's Causeway en Causeway Coast                                                                                     |
| 1986 | C   | Kasteel en kathedraal van Durham                                                                                       |
| 1986 | C   | Ironbridge-kloof |
| 1986 | C   | Studley Royal Park, met de ruïnes van Fountains Abbey                                                                  |
| 1986 | C   | Stonehenge, Avebury en bijbehorende plaatsen                                                                           |
| 1986 | C   | Kastelen en stadsmuren van King Edward in Gwynedd                                                                      |
| 1986 | C/N | Saint Kilda (uitgebreid in 2004 en 2005)                                                                               |
| 1987 | C   | Blenheim Palace |
| 1987 | C   | Stad Bath |
| 1987 | C   | Grenzen van het Romeinse Rijk (gedeeltelijk in Duitsland; uitgebreid in 2005 en 2008)                                  |
| 1987 | C   | Palace of Westminster en Westminster Abbey, met inbegrip van Saint Margaret's Church                                   |
| 1988 | N   | Hendersoneiland |
| 1988 | C   | Tower of London |
| 1988 | C   | Canterbury Cathedral, St Augustine's Abbey en St. Martin's Church                                                      |
| 1995 | C   | Edinburgh, oude en nieuwe stad                                                                                         |
| 1995 | N   | Gough en Inaccessible eilanden (uitgebreid in 2004)                                                                    |
| 1997 | C   | Maritiem Greenwich |
| 1999 | C   | Hart van neolithisch Orkney                                                                                            |
| 2000 | C   | Industrieel landschap Blaenavon                                                                                        |
| 2000 | C   | Historische stad Saint George en bijbehorende verdedigingswerken, Bermuda                                              |
| 2001 | N   | Kust van Dorset en East Devon                                                                                          |
| 2001 | C   | Derwent Valley Mills                                                                                                   |
| 2001 | C   | New Lanark |
| 2001 | C   | Saltaire |
| 2003 | C   | Koninklijke botanische tuinen, Kew Gardens                                                                             |
| 2006 | C   | Mijnlandschap van Cornwall en West Devon                                                                               |
| 2009 | C   | Aquaduct en Kanaal van Pontcysyllte                                                                                    |
| 2015 | C   | De Forth Bridge |
| 2016 | C   | Grottencomplex van Gorham                                                                                              |
| 2017 | C   | Het Engelse Lake District                                                                                              |
| 2019 | C   | Jodrell Bank Observatory                                                                                               |
| 2021 | C   | Historische kuuroorden van Europa (in België, Frankrijk, Duitsland, Tsjechië, Italië, Oostenrijk, Verenigd Koninkrijk) |
| 2021 | C   | Het leisteenlandschap van Noordwest-Wales                                                                              |
| 2024 | N   | The Flow Country |

### Verenigde Staten van Amerika
| 1978 | C   | Mesa Verde National Park                                                                                              |
| 1978 | N   | Yellowstone National Park                                                                                             |
| 1979 | N   | Grand Canyon National Park                                                                                            |
| 1979 | N   | Everglades National Park                                                                                              |
| 1979 | C   | Independence Hall |
| 1979 | N   | Kluane/Wrangell-St. Elias/Glacier Bay/Tatshenshini-Alsek (gedeeltelijk in Canada; uitgebreid in 1992 en 1994)         |
| 1980 | N   | Redwood National Park                                                                                                 |
| 1981 | N   | Mammoth Cave National Park                                                                                            |
| 1981 | N   | Olympic National Park                                                                                                 |
| 1982 | C   | Historisch Cahokia Mounds                                                                                             |
| 1983 | N   | Great Smoky Mountains National Park                                                                                   |
| 1983 | C   | La Fortaleza en de nationale historische site van San Juan in Puerto Rico                                             |
| 1984 | C   | Vrijheidsbeeld |
| 1984 | N   | Yosemite National Park                                                                                                |
| 1987 | C   | Monticello en University of Virginia in Charlottesville                                                               |
| 1987 | C   | Chaco-cultuur |
| 1987 | N   | Hawaii Volcanoes National Park                                                                                        |
| 1992 | C   | Taos Pueblo |
| 1995 | N   | Carlsbad Caverns National Park                                                                                        |
| 1995 | N   | Waterton Glacier International Peace Park (gedeeltelijk in Canada, het Amerikaanse gedeelte is Glacier National Park) |
| 2010 | C/N | Papahānaumokuākea |
| 2014 | C   | Monumentale grondwerken van Poverty Point                                                                             |
| 2015 | C   | Missies van San Antonio                                                                                               |
| 2019 | C   | De 20e-eeuwse architectuur van Frank Lloyd Wright                                                                     |
| 2023 | C   | ceremoniële aarden monumenten van de Hopewellcultuur                                                                  |

### Vietnam
| 1993 | C   | Complex van Huémonumenten                                                          |
| 1994 | N   | Ha Long Baai (uitgebreid in 2000)                                                  |
| 1999 | C   | Oude stad Hoi An                                                                   |
| 1999 | C   | Heiligdom My Son                                                                   |
| 2003 | N   | Nationaal Park Phong Nha-Ke Bang                                                   |
| 2010 | C   | Centrale Sector van de Keizerlijke Citadel van Thang Long – Hanoi                  |
| 2011 | C   | Citadel van de Ho-dynastie                                                         |
| 2014 | C/N | Landschapscomplex Trang An                                                         |
| 2025 | C   | Complex van monumenten en landschappen van Yen Tu, Vinh Nghiem en Con Son-Kiep Bac |

### Wit-Rusland
| 1979 | N | Woud van Białowieża (gedeeltelijk in Polen, uitgebreid in 1992 en 2014)                                                             |
| 2000 | C | Kasteel Mir |
| 2005 | C | Architectonische, residentiële en culturele complex van de familie Radziwill in Nesvizh                                             |
| 2005 | C | Geodetische boog van Struve (in Wit-Rusland, Estland, Finland, Letland, Litouwen, Noorwegen, Moldavië, Rusland, Zweden en Oekraïne) |

### Zambia
| 1989 | N | Mosi-oa-Tunya / Victoriawatervallen (gedeeltelijk in Zimbabwe) |

### Zimbabwe
| 1984 | N | Nationaal park Mana Pools, safarigebieden Sapi en Chewore    |
| 1986 | C | Nationaal monument Groot Zimbabwe                            |
| 1986 | C | Nationaal monument Khami-ruïnes                              |
| 1989 | N | Mosi-oa-Tunya / Victoriawatervallen (gedeeltelijk in Zambia) |
| 2003 | C | Matoboheuvels                                                |

### Zuid-Afrika
| 1999 | N   | iSimangaliso Wetland Park |
| 1999 | C   | Robbeneiland |
| 1999 | C   | Gebieden met hominide fossielen van Zuid-Afrika (uitgebreid in 2005)                                                               |
| 2000 | C/N | Drakensbergen, deel van de grensoverschrijdende Werelderfgoedsite Maloti Drakensberg (gedeeltelijk in Lesotho; uitgebreid in 2013) |
| 2003 | C   | Cultuurlandschap Mapungubwe |
| 2004 | N   | Beschermde gebieden van de Floraregio van de Kaap                                                                                  |
| 2005 | N   | Vredefortkrater |
| 2007 | C   | Cultureel en botanisch landschap van Richtersveld                                                                                  |
| 2017 | C   | Cultuurlandschap van de Khomani |
| 2017 | N   | Barberton Makhonjwabergen |
| 2024 | C   | Mensenrechten, bevrijding en verzoening: Nelson Mandela herdenkingssites                                                           |
| 2024 | C   | De opkomst van modern menselijk gedrag: de pleistocene bezettingsplaatsen van Zuid-Afrika                                          |

### Zuid-Korea
| 1995 | C | Seokguramgrot en Bulguksatempel                                                     |
| 1995 | C | Haeinsatempel Janggyeong Panjeon, bewaarplaats van de Tripitaka Koreana houtblokken |
| 1995 | C | Jongmyo heiligdom                                                                   |
| 1997 | C | Changdeokgung-paleiscomplex                                                         |
| 1997 | C | Hwaseong-vesting                                                                    |
| 2000 | C | Hunebedplaatsen Gochang, Hwasun en Ganghwa                                          |
| 2000 | C | Historische gebieden van Gyeongju                                                   |
| 2007 | N | Vulkanisch eiland Jeju met lavagrotten                                              |
| 2009 | C | Koninklijke tombes van de Joseon-dynastie                                           |
| 2010 | C | Historische dorpen van Korea: Hahoe en Yangdong                                     |
| 2014 | C | Namhansanseong                                                                      |
| 2015 | C | Historische gebieden van Paekche                                                    |
| 2018 | C | Sansa, boeddhistische bergkloosters in Korea                                        |
| 2019 | C | Seowon, Koreaanse neoconfucianistische academies                                    |
| 2021 | N | Getbol, Koreaanse getijdenplaten                                                    |
| 2023 | C | Gaya-tumuli                                                                         |
| 2025 | C | Rotstekeningen langs de Bangucheon                                                  |

### Zweden
| 1991 | C   | Koninklijk domein Drottningholm |
| 1993 | C   | Birka en Hovgården |
| 1993 | C   | Hoogovens van Engelsberg |
| 1994 | C   | Rotstekeningen van Tanum |
| 1994 | C   | Skogskyrkogården |
| 1995 | C   | Hanzestad Visby |
| 1996 | C   | Kerkdorp Gammelstad, Luleå |
| 1996 | C/N | Laponia |
| 1998 | C   | Vlootbasis Karlskrona |
| 2000 | N   | Hoge Kust / Kvarkenarchipel (gedeeltelijk in Finland; uitgebreid in 2006)                                                            |
| 2000 | C   | Agrarisch landschap van Zuid-Öland                                                                                                   |
| 2001 | C   | Mijngebied van de Grote Koperberg in Falun                                                                                           |
| 2004 | C   | Radiostation van Grimeton, Varberg                                                                                                   |
| 2005 | C   | Geodetische boog van Struve (in Wit-Rusland, Estland, Finland, Letland, Litouwen, Noorwegen, Moldavië, Rusland, Zweden en Oekraïne). |
| 2012 | C   | Gedecoreerde boerderijen van Hälsingland                                                                                             |

### Zwitserland
| 1983 | C | Abdij van Sankt Gallen |
| 1983 | C | Benedictijner abdij Sankt Johann in Müstair |
| 1983 | C | Oude stad Bern |
| 2000 | C | Drie kastelen, stadsmuur en bolwerken van de marktstad Bellinzona |
| 2001 | N | Zwitserse Alpen Jungfrau-Aletsch (uitgebreid in 2007) |
| 2003 | N | Monte San Giorgio (gedeeltelijk in Italië; uitgebreid in 2010) |
| 2007 | C | Lavaux, wijngaardterrassen |
| 2007 | N | Oude en voorhistorische beukenbossen van de Karpaten en andere regio's van Europa                                                                                      |
| 2008 | C | Rhätische Bahn in het Albula / Bernina landschap (gedeeltelijk in Italië)                                                                                              |
| 2008 | N | Tektonische landschap van Sardona |
| 2009 | C | La Chaux-de-Fonds / Le Locle, stadsplanning van horlogemakersstadjes                                                                                                   |
| 2011 | C | Prehistorische paalwoningen in de Alpen (gedeeltelijk in Duitsland, Frankrijk, Italië, Oostenrijk en Slovenië)                                                         |
| 2016 | C | Het architecturaal werk van Le Corbusier, een buitengewone bijdrage aan de Moderne Beweging (in Argentinië, België, Duitsland, Frankrijk, India, Japan en Zwitserland) |